# Agnieszka Radwańska
Agnieszka Roma Radwańska (posłuchajⓘ, ur. 6 marca 1989 w Krakowie) – polska tenisistka, finalistka Wimbledonu 2012, wiceliderka rankingu WTA, zwyciężczyni kończącego sezon turnieju WTA Finals w 2015 roku, ambasador dobrej woli UNICEF. Jest starszą siostrą tenisistki Urszuli Radwańskiej.
Pierwsza polska tenisistka, która zarobiła na korcie ponad 1 mln dolarów amerykańskich. W przeciągu całej kariery zarobiła 27 683 807 dolarów amerykańskich, co plasuje ją na 11. miejscu w klasyfikacji wszech czasów. Zwyciężczyni dwudziestu turniejów WTA w grze pojedynczej i dwóch w grze podwójnej. Triumfatorka dwóch juniorskich turniejów wielkoszlemowych: Wimbledon 2005 i French Open 2006 w grze pojedynczej. Reprezentantka kraju w Pucharze Federacji oraz na Igrzyskach Olimpijskich 2008 w Pekinie, Igrzyskach Olimpijskich 2012 w Londynie, na których była chorążym, i Igrzyskach Olimpijskich 2016 w Rio de Janeiro. W 2015 roku razem z Jerzym Janowiczem zdobyła Puchar Hopmana. Zdobywczyni nagród WTA w kategorii Debiut roku (2006), Ulubiona tenisistka publiczności (2011, 2012, 2013, 2014, 2015), Ulubiony profil na Facebooku (2012), Ulubione wideo (2012) oraz Zagranie roku (2013, 2014, 2015, 2016, 2017). Jest drugą w historii Polką (po Jadwidze Jędrzejowskiej w 1937), która dotarła do finału turnieju wielkoszlemowego w singlu (Wimbledon 2012). Jest także drugą osobą z Polski w erze open (po Wojciechu Fibaku w 1977), która osiągnęła pierwszą dziesiątkę rankingu.

## Życie prywatne
Pochodzi ze sportowej rodziny: jej dziadek Władysław (zm. 2013) był hokeistą i trenerem Cracovii, a ojciec i zarazem były trener i manager Robert Radwański był tenisistą KS Nadwiślan Kraków, uprawiał też łyżwiarstwo figurowe w KS Krakowianka. Jej matka, pochodząca ze sportowej rodziny Marta (z domu Pietrzykowska, absolwentka studiów wyższych z dyplomem inżyniera), zajmowała się finansami córek. W tenisa gra także jej młodsza siostra, Urszula Radwańska. Do 2016 obie reprezentowały KS Nadwiślan.
Urodziła się w Krakowie, ale pierwsze lata życia spędziła w Niemczech, gdzie ojciec był trenerem w klubie Grün-Gold Gronau, w którym zaczęła grać w tenisa. Do Polski wraz z rodziną wróciła w 1995.
Ukończyła gimnazjum i liceum ogólnokształcące w Zespole Szkół Ogólnokształcących Mistrzostwa Sportowego im. Mikołaja Kopernika w Krakowie. W 2009 podjęła studia na kierunku turystyka i rekreacja na Akademii Wychowania Fizycznego im. Bronisława Czecha w Krakowie. 11 grudnia 2017 obroniła pracę licencjacką.
W 2013 uczestniczyła w promującej zdrowy i sportowy styl życia sesji zdjęciowej „The Body Issue” czasopisma „ESPN The Magazine”.
Prywatnie jest związana z Dawidem Celtem, swoim sparingpartnerem i trenerem z WKT Mera. 22 lipca 2017 wzięli ślub. 27 lipca 2020 urodziła syna Jakuba.
Przez rodzinę i przyjaciół nazywana pieszczotliwie Isią, pod tym pseudonimem opisywana jest także w mediach.

## Kariera tenisowa

### Początki
W wieku sześciu lat wygrała swój pierwszy dziecięcy turniej w Niemczech w Gronau. W kolejnych latach regularnie trenowała pod okiem ojca oraz brała udział w juniorskich zawodach w Polsce i za granicą. W sierpniu 2003 dotarła do pierwszego finału juniorskiego turnieju rozgrywanego w Zabrzu, gdzie pokonała ją Magdaléna Rybáriková 4:6, 4:6.
W 2004 wygrała dwa juniorskie turnieje singlowe w Gdyni i Zabrzu oraz w parze z siostrą Urszulą cztery juniorskie turnieje deblowe: w Bergheim, Gdyni, Zabrzu i Pradze.

### 2005
23 kwietnia 2005 uzyskała status profesjonalny. Na początku czerwca wygrała turniej kategorii ITF PKO BP Ursynów Cup w Warszawie. Dwa tygodnie później zwyciężyła w wielkoszlemowym juniorskim Wimbledonie, w finale pokonując Tamirę Paszek 6:3, 6:4.
W sierpniu dotarła do finału turnieju ITF w Gdyni, a także razem z siostrą Urszulą wygrały dwa turnieje deblowe ITF w Gdyni i Kędzierzynie-Koźlu. W październiku, razem z siostrą Urszulą i Maksymilią Wandel, znalazła się w reprezentacji kraju startującej w finale Junior Fed Cup – juniorskiej wersji Pucharu Federacji. W Barcelonie na imprezie o randze drużynowych mistrzostw świata z udziałem 16 drużyn narodowych Polki wygrały wszystkie swoje mecze, pokonując w finale Francję 2:0. W pięciu występach singlowych Radwańska nie straciła seta, a w finale pokonała Alizé Cornet 7:6(5), 6:3.
Na koniec sezonu, w listopadzie, dotarła do finałów turniejów ITF w singlu w Mińsku i Průhonicach oraz w deblu w Stambule i Mińsku. Ponadto przez cały sezon występowała w turniejach juniorskich. W singlu w styczniu wygrała w Bratysławie i dotarła do finału w Przerowie, w czerwcu dotarła do finału w Halle, a w lipcu wygrała w Wels. W deblu wygrała pięć turniejów w Bratysławie, Norymberdze, St. Pölten, Halle i Wels, występując w parze z siostrą, oraz turniej w Méridzie, gdzie jej partnerką była Nataša Zorić.

### 2006
W pierwszym półroczu występowała głównie w turniejach ITF, w kwietniu docierając nawet do finału debla we francuskim Dinan. Majowym J&S Cup 2006 w Warszawie zadebiutowała w cyklu rozgrywek WTA Tour. Występ ten był możliwy dzięki „dzikiej karcie” przyznanej przez organizatorów, gdyż w tym czasie w rankingu WTA zajmowała 309. miejsce. W pierwszej rundzie wyeliminowała 6:4, 4:6, 6:4 Anastasiję Myskinę (zajmującą wtedy 12. miejsce w rankingu WTA). W drugiej rundzie pokonała Klárę Koukalovą i znalazła się w ćwierćfinale, w którym została pokonana przez rozstawioną z nr 3 Jelenę Diemientjewą (wówczas dziewiątą tenisistką w rankingu WTA) 7:5, 3:6, 1:6. Następnie odpadła w pierwszej rundzie turnieju ECM Prague Open w Pradze i nie przeszła kwalifikacji do Istanbul Cup.
11 czerwca wygrała, bez straty seta, French Open 2006 juniorek, odnosząc drugie wielkoszlemowe zwycięstwo w karierze. W finale pokonała najwyżej rozstawioną Anastasiję Pawluczenkową 6:4, 6:1. Po tym sukcesie została, jako pierwsza Polka w historii, liderką rankingu ITF Juniors w kategorii do 18 lat. 24 czerwca zagrała swój ostatni wygrany juniorski turniej, zarówno w singlu, jak i deblu, który był Gerry Weber Junior Open w Halle.
Po wygraniu juniorskiego Wimbledonu 2005 została doceniona przez organizatorów, otrzymując „dziką kartę” do turnieju głównego Wimbledon 2006, gdzie w trzech kolejnych rundach wygrała kolejno z Wiktoryją Azaranką 7:5, 6:4, Cwetaną Pironkową 7:5, 7:6(5) i Tamarine Tanasugarn 6:3, 6:2, awansując do 1/8 finału, gdzie przegrała 2:6, 2:6 z rozstawioną z numerem 2. Kim Clijsters.
Pomiędzy turniejami wielkoszlemowymi wystartowała w dwóch turniejach kategorii IV: Gaz de France Budapest Grand Prix w Budapeszcie, po przejściu eliminacji odpadając w I rundzie oraz w Nordea Nordic Light Open w Sztokholmie, odpadając już w eliminacjach.
W sierpniu przeszła eliminacje do US Open 2006. W I rundzie pokonała Yan Zi 6:0, 7:5, a w II rundzie przegrała z rozstawioną z numerem 27. Tatianą Golovin. Dało jej to awans do czołowej setki rankingu WTA w singlu.
Kolejny sukces przyszedł w turnieju FORTIS Championships Luxembourg w Luksemburgu. Po przejściu eliminacji dotarła do półfinału. W I rundzie wygrała z Marą Santangelo 5:7, 7:6(8), 6:3, w II rundzie wyeliminowała byłą liderkę światowego rankingu Venus Williams 6:3, 6:0, a w ćwierćfinale okazała się lepsza od rozstawionej z numerem 1. Jeleny Diemientjewej, wygrywając 7:5, 6:2. W półfinale przegrała jednak z rozstawioną z numerem 5. Francescą Schiavone 5:7, 6:2, 1:6.
W drugiej połowie października odpadła po pierwszym meczu eliminacyjnym do turnieju kategorii I Zurich Open. Wraz z końcem miesiąca wystąpiła w Generali Ladies Linz, gdzie dostała się do turnieju głównego dzięki wygraniu trzech meczów eliminacyjnych. W I rundzie wygrała z Anną-Leną Grönefeld 6:4, 7:5, jednak odpadła w II rundzie, gdzie spotkała się z rozstawioną z numerem 5. Aną Ivanović, przegrywając 2:6, 2:6. W ostatnim tygodniu października wzięła udział ostatniej edycji Gaz de France Stars w belgijskim Hasselt. Mimo porażki w II rundzie eliminacji z Olhą Sawczuk, wystąpiła w turnieju głównym jako „szczęśliwy przegrany” (w ostatniej chwili wycofało się sześć zawodniczek) i dotarła do II rundy. W I rundzie zmierzyła się z Jeleną Bowiną i pokonała ją 6:4, 6:2. Następnie kolejny raz spotkała się z rozstawioną z numerem 2. Francescą Schiavone, z którą przegrała 3:6, 4:6. Po tym turnieju awansowała na 53. miejsce w rankingu WTA, a sezon zakończyła na 57. pozycji. Od maja do listopada awansowała o 252 miejsca, a w ciągu sezonu awansowała o 324 miejsca.

### 2007
Sezon rozpoczęła zwycięstwem 6:0, 6:2 nad Anną Wishnik w I rundzie eliminacji do turnieju Moorilla Hobart International w Hobart, w którym była rozstawiona z numerem 3. W II rundzie eliminacji wygrała 6:2, 6:3 z Ałłą Kudriawcewą, ale już w kolejnym meczu uległa 6:3, 4:6, 1:6 Wasilisie Bardinie. Przegrana spowodowana była drobną kontuzją stopy.
W pierwszej rundzie Australian Open 2007 pokonała Varvarę Lepchenko 5:7, 6:3, 6:2. W kolejnej rundzie uległa Anie Ivanović 2:6, 6:3, 2:6. W Australian Open wystąpiła także w deblu w parze z Martą Domachowską, już w pierwszej rundzie przegrały 4:6, 2:6 z Vanią King i Jeleną Kostanić Tošić.
W lutym została rozstawiona z jedynką w eliminacjach do turnieju Open Gaz de France 2007 w Paryżu. Po przejściu Gracii Radovanovic 6:0, 6:1 i Laury Pous Tió 6:3, 6:2, przegrała z Cwetaną Pironkową 6:4, 5:7, 3:6, jednak zakwalifikowała się jako „szczęśliwy przegrany”. W I rundzie przegrała z Martiną Müller 1:6, 0:6. Przegrana była spowodowana niewyleczoną jeszcze z Australii kontuzją stopy.
Mimo bólu wystartowała w eliminacjach do turnieju Dubai Duty Free Women’s Open 2007 w Zjednoczonych Emiratach Arabskich. W I rundzie pokonała 7:6, 7:5 Tetianę Perebyjnis, ale w kolejnym meczu uległa Anne Kremer 4:6, 6:4, 4:6.
Tydzień później w swoim debiucie w turnieju Pacific Life Open w Indian Wells doszła do II rundy, gdzie przegrała po zaciętej walce z ćwierćfinalistką Australian Open 2007, Lucie Šafářovą 3:6, 7:6, 6:7.
Duży sukces przyszedł podczas turnieju Sony Ericsson Open w Miami. W tym turnieju I kategorii, uznawanym za piąte zawody tenisowe świata, wygrała w I rundzie 6:1, 6:2 w 51 minut z Shenay Perry. W kolejnej rundzie wyeliminowała rozstawioną z numerem 27. Zheng Jie 6:3, 6:4. W III rundzie wygrała z turniejową piątką, szóstą rakietą świata, Martiną Hingis 4:6, 6:3, 6:2. W czwartej rundzie przegrała z 24. na świecie Tathianą Garbin 4:6, 2:6. Po tym turnieju awansowała na 42. miejsce w rankingu.
W marcu 2007 została uhonorowana nagrodą WTA Awards w kategorii Debiut roku za rok 2006. Wcześniej to prestiżowe wyróżnienie otrzymywały m.in. Daniela Hantuchová, Swietłana Kuzniecowa, Marija Szarapowa, Tatiana Golovin i Sania Mirza.
Pod koniec kwietnia wystąpiła w reprezentacji Polski w Pucharze Federacji w bułgarskim Płowdiw, w składzie z Martą Domachowską, Urszulą Radwańską i Klaudią Jans. Polki awansowały do półfinału turnieju o awans do II grupy światowej, gdzie przegrały z Ukrainkami 1:2.
W warszawskim turnieju J&S Cup 2007, w pierwszej rundzie pokonała Cwetanę Pironkową 7:5, 6:1. W drugiej rundzie przegrała z Aloną Bondarenko 6:0, 4:6, 3:6.
W kolejnym turnieju kategorii I, Internazionali BNL d’Italia 2007 w Rzymie, odpadła już w I rundzie.
W maju wystartowała jeszcze w Istanbul Cup 2007, w tureckim Stambule. W singlu po zwycięstwach nad Jekatieriną Byczkową 7:5, 7:5 i Rominą Oprandi 6:1, 6:0, w ćwierćfinale trafiła na rozstawioną z numerem 1. Mariję Szarapową. Bardziej utytułowana zawodniczka pokonała Radwańską w trzech setach 2:6, 6:3, 0:6. Dzięki awansowi do ćwierćfinału Radwańska zajęła 38. miejsce w rankingu. Z kolei w deblu wraz z siostrą Urszulą nieoczekiwanie wygrały turniej. W drodze do finału pokonały między innymi rozstawione z numerem 3. siostry Bondarenko, a w finale pokonały rozstawione z numerem 1. Sanię Mirzę i Chan Yung-jan 6:1, 6:3. Siostry Radwańskie nie straciły w tym turnieju nawet seta.
Po udanym występie w Stambule wystąpiła w wielkoszlemowym turnieju French Open 2007, w którym odpadła już w I rundzie singla po porażce z Marą Santangelo. Lepiej poszło jej w deblu, gdzie z Michaëllą Krajicek dotarły do 1/8 finału. Zaraz po French Open zagrała w turnieju III kategorii DFS Classic 2007 w Birmingham, gdzie została rozstawiona z numerem 12. W pierwszej rundzie pokonała Anne Kremer 6:1, 6:3, ale w 1/16 finału przegrała z Jeleną Lichowcewą 5:7, 6:7. Tydzień później, na turnieju II kategorii International Women’s Open 2007 w Eastbourne, ograła Jill Craybas (grającą jako „szczęśliwa przegrana” i swoją partnerkę deblową w turnieju) 6:2, 5:7, 6:0, ale w 1/8 finału przegrała z liderką światowego rankingu WTA, Justine Henin 4:6, 1:6.
W I rundzie Wimbledonu 2007 ograła Cwetanę Pironkową 6:2, 6:1, a w II rundzie pokonała dzięki kreczowi przy wyniku 6:1, 4:0 Martinę Müller, rozstawioną z numerem 32. (klasyfikowaną oczko wyżej od Radwańskiej, na 34. miejscu) i w III rundzie rozpoczęła pojedynek z piątą rakietą globu, Swietłaną Kuzniecową, przerwany z powodu deszczu przy stanie 2:6, 3:4. Mecz został wznowiony w poniedziałek 2 lipca 2007 i zakończył się zwycięstwem Rosjanki 2:6, 3:6. W deblu wystąpiła wspólnie z Michaëllą Krajicek dochodząc do III rundy, a w mikście z Mariuszem Fyrstenbergiem odpadając już w I rundzie.
Tuż po Wimbledonie wygrała turniej rangi ITF w Bielli we Włoszech z pulą nagród 100 000 dolarów, pokonując w finale Karin Knapp 6:3, 6:3, a wcześniej kolejno Galinę Woskobojewą 6:4, 6:1, Rossanę de los Ríos 6:0, 6:2, Sarę Errani 7:5, 6:2 i Flavię Penettę 6:2, 3:6, 7:6.
Następnie wystąpiła również we Włoszech, w turnieju Internazionali Femminili di Tennis di Palermo 2007 w Palermo, docierając do ćwierćfinału. Pokonała Mariję Korytcewą 6:1, 6:4 oraz Klárę Zakopalovą 6:3, 6:4 i przegrała z późniejszą triumfatorką turnieju Ágnes Szávay 0:6, 3:6
5 sierpnia 2007 wygrała swój pierwszy turniej WTA, Nordea Nordic Light Open 2007 w Sztokholmie, gdzie nie tracąc seta kolejno pokonała: Tatjanę Malek 6:2, 6:1, Martę Domachowską 6:0, 6:3, Caroline Wozniacki 6:4, 6:1, Cwetanę Pironkową 6:4, 6:3, a w finale Wierę Duszewinę 6:1, 6:1. Stała się tym samym pierwszą w historii Polką, która triumfowała w turnieju rangi WTA w grze pojedynczej. Po tym turnieju awansowała na najwyższe w karierze 33. miejsce w rankingu WTA. Dwa tygodnie później przesunęła się na 32. pozycję.
W turnieju Pilot Pen Tennis rozgrywanym w amerykańskim New Haven pokonała w I rundzie Ai Sugiyamę w 3 setach 7:6(5), 3:6, 6:4, a następnie zagrała z rozstawioną z numerem 1. w tym turnieju, Swietłaną Kuzniecową, z którą przegrała 6:4, 1:6, 4:6.
Jej sukcesy w ostatnim roku sprawiły, że została rozstawiona w US Open 2007 (jako pierwsza Polka w historii turniejów wielkoszlemowych), z nr 30. W swoim pierwszym meczu pokonała Akiko Morigami 6:2, 6:1. W drugiej rundzie wygrała z Virginie Razzano 6:2, 6:3. W III rundzie pokonała broniącą tytułu, rozstawioną z nr 2 Mariję Szarapową 6:4, 1:6, 6:2. W czwartej uległa Szachar Pe’er 4:6, 1:6.
Pod koniec września wystąpiła w FORTIS Championships Luxembourg 2007, jednak nie powtórzyła sukcesu sprzed roku i odpadła już w I rundzie po porażce z Wiktoryją Azaranką 6:4, 5:7, 1:6.
Podczas Porsche Tennis Grand Prix 2007 w Stuttgarcie pokonała nr 11 rankingu Marion Bartoli 0:6, 6:2, 6:1, mimo że przegrywała 0:6, 0:2. W drugim pojedynku po raz trzeci w karierze przegrała z nr 2 rankingu WTA, Swietłaną Kuzniecową.
Następnie zagrała w Kremlin Cup 2007 w Moskwie, gdzie w pierwszej rundzie wygrała z Mariją Kirilenko 6:4, 4:6, 6:1, w drugiej natomiast przegrała z Wierą Zwonariową 2:6, 2:6.
Do turnieju głównego Zurich Open 2007 musiała się przedostawać przez eliminacje. Mimo porażki w finałowej rundzie z Karin Knapp dostała się jako „szczęśliwa przegrana”. W I rundzie pokonała Szachar Pe’er 6:4, 6:3, w II rundzie Danielę Hantuchovą 6:3, 6:3, jednak w ćwierćfinale nie sprostała liderce rankingu WTA i późniejszej zwyciężczyni, Justine Henin przegrywając 4:6, 2:6.
W Generali Ladies Linz 2007, ostatnim starcie w tym sezonie, przegrała w singlu już w pierwszej rundzie z kwalifikantką Alicią Molik 4:6, 6:3, 1:6. W deblu w parze z Peng Shuai doszły do drugiej rundy, oddając mecz walkowerem z powodu kontuzji stopy partnerki.

### 2008
Sezon rozpoczęła od porażki w trzech setach 4:6, 6:1, 2:6 z Flavią Pennettą w I rundzie turnieju Moorilla Hobart International 2008 rozgrywanego w Hobart. Następnie wystąpiła w Australian Open 2008, rozstawiona z nr 29. Wygrała w I rundzie z Olhą Sawczuk 6:1, 6:0. W II rundzie pokonała Pauline Parmentier 7:5, 6:4, a w III rundzie wygrała po raz pierwszy w karierze z aktualną nr 2 w rankingu i rozstawioną z tym samym numerem Swietłaną Kuzniecową 6:3, 6:4. W IV rundzie wyeliminowała rozstawioną z nr 14 Nadię Pietrową wygrywając 1:6, 7:5, 6:0 (przy stanie 0:3 w drugim secie). W 1/4 finału uległa rozstawionej z nr 9 Danieli Hantuchovej 2:6, 2:6. Awansowała na najwyższą w karierze, 21. pozycję w rankingu WTA.
W turnieju najniższej, IV kategorii, Pattaya Women’s Open 2008, po raz pierwszy została rozstawiona zawodowo z numerem 1. W I rundzie pokonała Vanię King 7:5, 7:6, w II rundzie wygrała z Anne Kremer 6:2, 6:2. W ćwierćfinale wyeliminowała Tamarine Tanasugarn 6:2, 6:3, a półfinale zmierzyła się z Jekatieriną Byczkową i pokonując ją 6:1, 6:1, awansowała po raz drugi w życiu do finału turnieju z cyklu WTA. Wygrywając w finale z Jill Craybas 6:2, 1:6, 7:6(4), zdobyła drugi tytuł w karierze. Brała udział również w deblu z siostrą Urszulą. Awansowały do II rundy, gdzie przegrały z parą Hsieh i King 4:6, 5:7.
Podczas pierwszego w sezonie turnieju kategorii I, Qatar Total Open 2008 w Dosze, została rozstawiona z nr 16. W pierwszym meczu wygrała z Akiko Morigami 7:5, 6:0, a w drugim pojedynku pokonała Tathianę Garbin 6:3, 6:3. Do ćwierćfinału awansowała bez gry, ponieważ jej rywalka Ana Ivanović oddała mecz walkowerem. Powodem absencji była kontuzja stawu skokowego. W czwartym meczu wygrała z Dominika Cibulková 6:4, 6:7(1), 6:4. Dopiero w półfinale musiała uznać wyższość Marii Szarapowej przegrywając 4:6, 3:6. Był to jej najlepszy dotychczas występ w turniejach tej rangi. Po tym występie zanotowała awans o jedno miejsce w rankingu WTA na miejsce 19. W grze podwójnej w parze z Janette Husárovą doszła do ćwierćfinału pokonując pary: Eleni Daniilidu/Jasmin Wöhr i rozstawioną z numerem 5. parę Nathalie Dechy/Dinara Safina. W meczu o 1/2 finału przegrały z parą rozstawioną jako nr 3, Květa Peschke/Rennae Stubbs 6:7, 1:6.
Na przełomie lutego i marca zagrała w Barclays Dubai Tennis Championships w Zjednoczonych Emiratach Arabskich. Jako że ten turniej był bardzo mocno obsadzony, musiała zagrać w kwalifikacjach, gdzie była rozstawiona z nr 1. Mecz I rundy z Eleną Baltachą wygrała 6:1, 6:2. Kolejny pojedynek z Evą Hrdinovą wygrała pierwszy raz w karierze bez utraty gema, 6:0, 6:0. Mecz o awans do turnieju głównego wygrała ze Zheng Jie 6:3, 3:6, 6:2. Tam, w I rundzie przegrała z rozstawioną z nr 6 Anną Czakwetadze 2:6, 6:2, 4:6.
Następnie wzięła udział w kolejnym turnieju kategorii I, Pacific Life Open w Indian Wells. Została rozstawiona z nr 10, więc nie brała udziału w meczach I rundy. W II rundzie wygrała z Mariją Korytcewą 6:1, 7:6, w III z Peng Shuai 6:3, 3:6, 6:3, a w IV z Ashley Harkleroad 4:6, 6:2, 6:4. W ćwierćfinale spotkała się po raz piąty w karierze ze Swietłaną Kuzniecową, przegrywając 2:6, 4:6. W rezultacie tych rozgrywek, awansowała na 16. pozycję w rankingu WTA.
Pod koniec marca wzięła udział w prestiżowym turnieju Sony Ericsson Open w Miami. Zaczynając zawody w II rundzie dzięki rozstawieniu z nr 17, przegrała z Michelle Larcher de Brito, która to wystąpiła w turnieju dzięki „dzikiej karcie”, 6:2, 3:6, 5:7. Od ponad dwóch lat nie przegrała z tak nisko sklasyfikowaną zawodniczką.
W Amelia Island na Florydzie, w turnieju Bausch & Lomb Championships, rozgrywanym na kortach ziemnych o zielonej nawierzchni specyficznej dla wschodniego nadmorskiego USA, z racji rozstawienia z numerem 7., także rozpoczęła zawody od II rundy. Rozegrała dwa zacięte trzysetowe mecze. Najpierw pokonała Giselę Dulko 6:2, 1:6, 7:6, by w III rundzie ulec rozstawionej z nr 11 Amélie Mauresmo 6:3, 5:7, 6:7, przy tym nie wykorzystując wygrywającej piłki w decydującym tie-breaku.
Wystartowała również w drugim turnieju na tej samej nawierzchni w Charleston, Family Circle Cup 2008. W I rundzie wygrała z Martą Domachowską 6:4, 4:6, 6:3. W II rundzie spotkała się z Ediną Gallovits, wygrywając 6:7, 6:2, 7:5. Turniej zakończyła porażką w III rundzie z Patty Schnyder wynikiem 2:6, 3:6.
Na przełomie kwietnia i maja wystąpiła w turnieju pokazowym Suzuki Warsaw Masters 2008 w Warszawie. Znalazła się w Grupie czerwonej wraz z Martą Domachowską i Jeleną Diemientjewą. Pierwszy mecz przeciwko Domachowskiej skreczowała z powodu choroby przy stanie 1:1 w setach. W drugim meczu grupowym, z Diemientjewą, przegrała 7:5, 3:6, 2:6 i tym samym zakończyła udział w turnieju.
Tydzień później wystartowała w Qatar Telecom German Open 2008 w Berlinie, gdzie pokonała w I rundzie Angelique Kerber 6:0, 5:3 (krecz rywalki). W II rundzie pokonała Angelikę Bachmann 6:1, 6:1. W III rundzie po raz pierwszy w swojej karierze zagrała z Sereną Williams, przegrywając 3:6, 1:6.
Następnie w Internazionali BNL d’Italia, ostatnim w pierwszym półroczu turnieju rangi I, w I rundzie zagrała z kwalifikantką Akgul Amanmuradovą, wygrywając 6:3, 6:0. W II rundzie pokonała Robertę Vinci 3:6, 6:2, 6:2. Uległa jednak w III rundzie rozstawionej z nr 6 Annie Czakwetadze, 4:6, 6:1, 1:6.
Pod koniec maja zwyciężyła w Istanbul Cup 2008 w Stambule. W I rundzie, rozstawiona z nr 2 miała „wolny los”, w II pokonała Soranę Cîrsteę 6:0, 6:0. W ćwierćfinale pokonała Andreję Klepač 1:6, 6:2, 6:4, a w półfinale wygrała z rozstawioną z nr 8 Cwetaną Pironkową 7:6, 3:6, 6:1. Zwycięstwem w finale nad rozstawioną z nr 1 Jeleną Diemientjewą 6:3, 6:2, wygrała trzeci turniej singlowy w swojej karierze, pierwszy z kategorii III. Po tym turnieju, 24 maja 2008, została pierwszą w historii polską tenisistką, która zarobiła na korcie ponad 1 milion dolarów amerykańskich.
We French Open 2008 została rozstawiona z numerem 14. Jej pierwszy mecz z Mariją Korytcewą przy stanie 5:4 przełożono na kolejny dzień z powodu deszczu. Ostatecznie zakończył się on zwycięstwem Radwańskiej 6:4, 6:3. W II rundzie pokonała Jelenę Pandžić 6:2, 6:0. W III rundzie pokonała faworytkę gospodarzy, rozstawioną z nr 19 Alizé Cornet 6:4, 6:4, lecz w IV rundzie uległa rozstawionej z nr 3 Jelenie Janković 3:6, 6:7.
W ramach przygotowań do Wimbledonu wzięła udział w turnieju na kortach trawiastych International Women’s Open 2008 w Eastbourne z pulą nagród 600 tys. dolarów amerykańskich. Dzięki rozstawieniu z nr 4, miała w I rundzie „wolny los”. W II rundzie wygrała z Virginie Razzano 3:6, 6:3, 6:4, w ćwierćfinale po raz drugi w karierze zagrała z Argentynką Giselą Dulko. Zwycięstwo 7:5, 7:5 dało jej awans do półfinału, gdzie spotkała się z Marion Bartoli rozstawioną z nr 2. Przy stanie 3:3 w pierwszym secie, mecz został przerwany z powodu opadów deszczu. Mimo przerwy, Radwańskiej udało się pokonać finalistkę Wimbledonu 2007 7:5, 6:3 i awansować do finału. W finale pokonała po zaciętym meczu Nadię Pietrową 6:4, 6:7(11), 6:4 wygrywając trzeci turniej WTA w sezonie, a pierwszy z kategorii II w karierze. Dzięki temu zwycięstwu awansowała na 11. pozycję w rankingu WTA.
W Wimbledonie 2008 w I rundzie pokonała Ivetę Benešovą 6:3, 6:0. W II rundzie po raz trzeci spotkała się z rodaczką Martą Domachowską, pokonując ją 6:1, 6:3. W III rundzie zmierzyła się z Anastasiją Pawluczenkową i wygrała 6:3, 6:2. Pierwszą rozstawioną przeciwniczką była w IV rundzie nr 4 Swietłana Kuzniecowa, którą pokonała 6:4, 1:6, 7:5 i awansowała po raz pierwszy do ćwierćfinału Wimbledonu. Jednakże w nim po raz kolejny nie sprostała rozstawionej z nr 6 Serenie Williams (późniejszej finalistce), przegrywając 4:6, 0:6. Tak dobry występ na kortach trawiastych w Londynie umożliwił jej awans na 10. miejsce rankingu WTA.
Po dwutygodniowej przerwie na kortach, wzięła udział w turnieju rangi IV w Sztokholmie, gdzie broniła tytułu wywalczonego rok wcześniej. W I rundzie pokonała Francuzkę Nathalie Dechy 6:2, 6:3. W II szybko uporała się z Mariją Korytcewą 6:1, 6:1, natomiast w III znowu pokonała inną Francuzkę, Camille Pin 6:2 i w drugim secie przy stanie 1:0 dla Radwańskiej, rywalka skreczowała. W półfinale spotkała się z Dunką Caroline Wozniacki, jednakże nie sprostała młodszej koleżance i przegrała 4:6, 1:6. Sprawa była o tyle utrudniona, że Polce wróciła kontuzja ręki, której nabawiła się na Wimbledonie. Mimo przegranej awansowała na 9. miejsce w rankingu WTA, co zapewnił jej zły występ Anny Czakwetadze na turnieju Rogers Cup.
Na Igrzyskach Olimpijskich w Pekinie odpadła już w drugiej rundzie po przegranym meczu z Francescą Schiavone 3:6, 6:7(6). Wcześniej wygrała mecz z zawodniczką Tajwanu Chan Yung-jan 6:1, 7:6(6). W turnieju singlowym była rozstawiona z numerem 8. Podobnie nieudanie zakończyła się przygoda Polki z olimpijskim turniejem deblowym, gdzie para Radwańska/Domachowska odpadła już w pierwszej rundzie, ulegając siostrom Bondarenko z Ukrainy 3:6, 2:6. W wyniku słabej gry w sierpniu, 25 sierpnia wypadła z pierwszej dziesiątki rankingu WTA, lokując się na 11. miejscu.

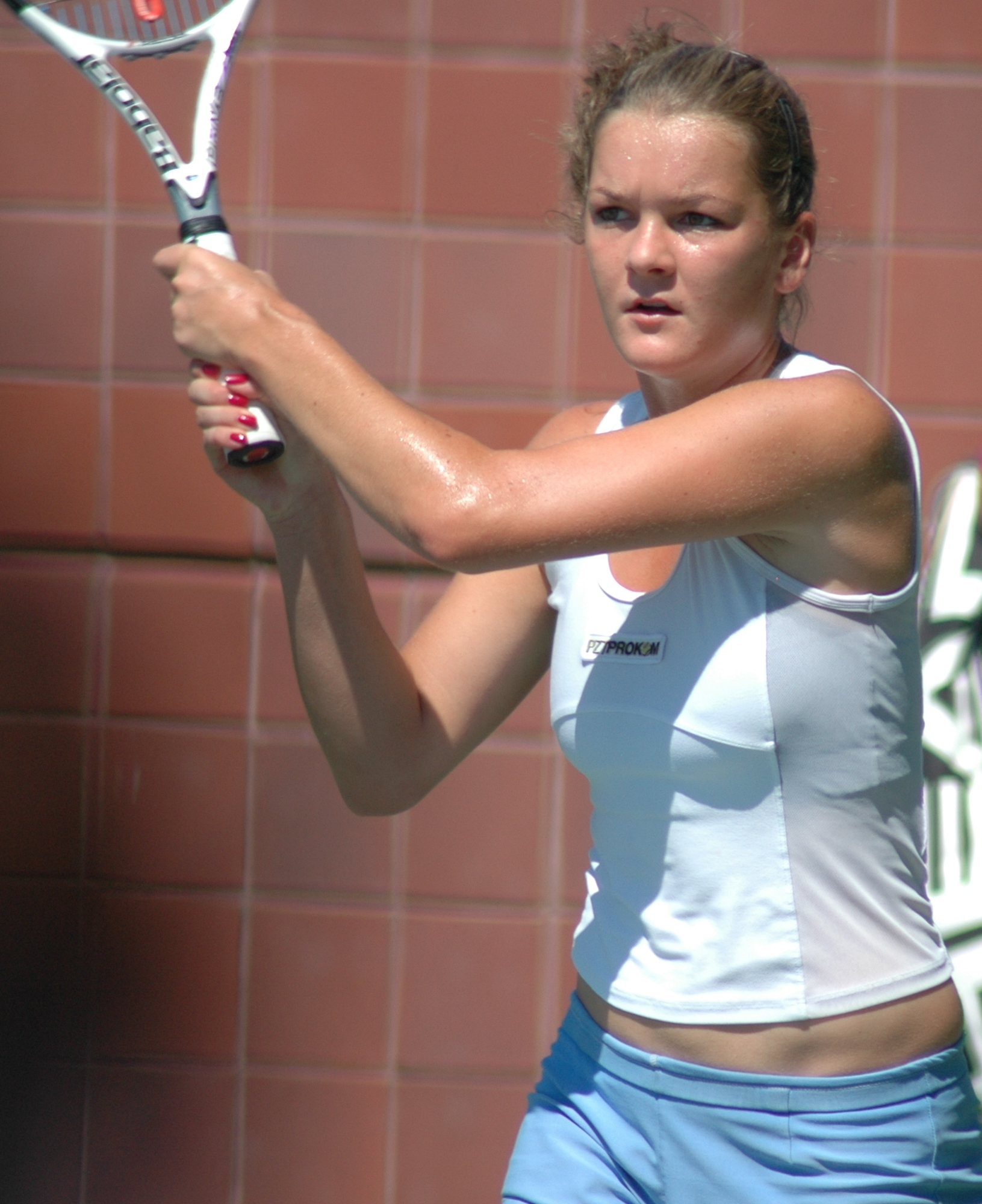
Radwańska podczas US Open 2008

Podczas US Open 2008, ostatniego turnieju wielkoszlemowego w sezonie, była rozstawiona z numerem 9. i powtórzyła osiągnięcie sprzed roku docierając do IV rundy, bez straty seta pokonując kolejno Jarosławę Szwiedową z Kazachstanu 6:4, 6:2, Marianę Duque Mariño z Kolumbii 6:0, 7:6(3) i nr 18 Dominikę Cibulkovą ze Słowacji 6:0, 6:3. Lepsza od niej okazała się dopiero rozstawiona z nr 7 Venus Williams, której uległa 1:6, 3:6. Dzięki dobremu występowi 8 września powróciła do pierwszej dziesiątki rankingu WTA.
W połowie września wystartowała w przedostatnim w sezonie turnieju rangi I, z uwagi na Igrzyska Olimpijskie przesuniętym ze stycznia, Toray Pan Pacific Open 2008 w Tokio, gdzie została rozstawiona z nr 6. W pierwszej rundzie pokonała Aiko Nakamurę 6:1, 6:4, a w II Marion Bartoli 6:2, 6:3. W ćwierćfinale spotkała się z Nadią Pietrową i po słabym meczu po raz pierwszy jej uległa 3:6, 0:6. Również ćwierćfinał osiągnęła w deblu do którego w parze z Anną Czakwetadze dostała się dzięki dzikiej karcie. Zawodniczki nie sprostały parze Dellacqua/Schiavone przegrywając 2:6, 4:6.
Zmęczenie intensywnym sezonem dało o sobie znać w ostatnim wrześniowym turnieju China Open 2008, w którym odpadła już w I rundzie zarówno w singlu, jak i w deblu. W singlu przegrała po słabym meczu ze Zheng Jie 2:6, 3:6, a w deblu w parze z Giselą Dulko ponownie została pokonana przez Zheng Jie, tym razem w parze Yan Zi 4:6, 4:6.
W kolejnym turnieju, Porsche Tennis Grand Prix 2008 w Stuttgarcie ponownie zaprezentowała się słabo. W I rundzie wygrała z Sandrą Záhlavovą 6:3, 6:2, natomiast w II uległa Wiktorii Azarance 1:6, 5:7, mimo prowadzenia w II secie 5:2.
Po nieudanym występie w Stuttgarcie wystartowała w turnieju Zurich Open 2008, w którym również nie zanotowała udanego występu. W I rundzie pokonała kwalifikantkę Wierę Duszewinę 6:4, 6;1 zaś w II rundzie przegrała z niżej notowaną w rankingu Katariną Srebotnik 6:2, 6:7, 6:3 mimo prowadzenia w drugim secie 5:2.
W turnieju Generali Ladies Linz 2008 była rozstawiona z numerem 3. i dzięki temu miała wolny los w I rundzie, w drugiej pokonała Kaię Kanepi 6:2, 6:4. W ćwierćfinale wygrała z Nadią Pietrową 6:3, 6:2 i awansowała do półfinału, gdzie spotkała się po raz trzeci w swojej karierze z Aną Ivanović. Uległa jej 2:6, 6:3, 5:7.
Jest pierwszą polską tenisistką, która została zaproszona do turnieju WTA Tour Championships w Dausze. Wystąpiła jako pierwsza rezerwowa, zastępując w ostatnim meczu rundy grupowej chorą Anę Ivanović. W jedynym spotkaniu pokonała Swietłanę Kuzniecową 6:2, 7:5 i zajęła 3. miejsce w Grupie Białej.

### 2009
Agnieszka na początku sezonu wystąpiła w Medibank International 2009 w Sydney. Polka, rozstawiona z numerem 6., w pierwszej rundzie pokonała Sybille Bammer 6:3, 6:4, w drugiej wygrała z Danielą Hantuchovą 6:3, 7:5. W ćwierćfinale przegrała z turniejową „trójką” Jelenie Diemientjewej 6:2, 5:7, 6:4. Następnie przyszedł czas na turniej wielkoszlemowy Australian Open 2009, w którym w pierwszej rundzie przegrała z Kateryną Bondarenko 6:7(7), 6:4, 1:6.
W Open Gaz de France 2009 w Paryżu w pierwszej rundzie wygrała z Oksaną Lubcową 6:1, 6:1. W drugiej rundzie pokonała Alisę Klejbanową 6:7, 6:4, 6:2. Mimo dnia odpoczynku przegrała w trzeciej rundzie z turniejową „ósemką” Amélie Mauresmo 2:6, 0:6.
W Dubaju swój udział w turnieju singlowym zakończyła na I rundzie, przegrywając ze swoją młodszą siostrą Urszulą 4:6, 3:6. W deblu, w parze z Mariją Kirilenko doszły do finału, pokonując m.in. w drugiej rundzie debel Peschke/Raymond, a w półfinale parę Medina Garrigues/Schiavone. W finale przegrały z deblem Black/Huber 3:6, 3:6.
W Monterrey Open 2009, jako najwyżej rozstawiona, przegrała w pierwszej rundzie z późniejszą finalistką Li Ną 6:7, 6:4, 0:6.
W BNP Paribas Open rozgrywanym w Indian Wells w Kalifornii (grała z nr 7) miała w pierwszej rundzie „wolny los”. W drugiej rundzie wygrała z Samanthą Stosur 3:6, 6:3, 7:5, w trzeciej z Aleksandrą Wozniak 6:1, 6:4. W 1/8 pokonała Ágnes Szávay 6:0, 5:7, 6:3. W ćwierćfinale przegrała z Anastasiją Pawluczenkową 6:7, 4:6.
Podczas Sony Ericsson Open rozgrywanego w Miami pokonała w drugiej rundzie (w pierwszej miała „wolny los”) Tamarine Tanasugarn 4:6, 6:3, 6:2, w III rundzie pokonała Kaię Kanepi 6:4, 6:3. W IV rundzie przegrała z Venus Williams 6:4, 1:6, 4:6.
Na kortach ziemnych turnieju Porsche Tennis Grand Prix 2009 w Stuttgarcie (była rozstawiona z nr 8) w pierwszej rundzie poradziła sobie z Aleksandrą Wozniak 7:6(2), 6:0, w drugiej rundzie pokonała kwalifikantkę Cwetanę Pironkową 6:3, 6:3. W ćwierćfinale nie podołała liderce światowego rankingu Dinarze Safinie, przegrywając 4:6, 2:6.
W turnieju Internazionali BNL d’Italia w Rzymie doszła do ćwierćfinału. W pierwszej rundzie rozgromiła Ukrainkę Alonę Bondarenko 6:0, 6:1, w drugiej rundzie rozegrała ciężki mecz z Aravane Rezaï. Wygrała spotkanie 4:6 6:2 7:6(7) – w 3. secie prowadziła 5:0, jednak prowadzenia nie zdołała utrzymać, gdyż Rezaï doprowadziła do wyrównania. O losach meczu zadecydował tie-break, Polka przegrywała już 2-5, ostatecznie jednak to ona wygrała 9-7. W trzeciej rundzie spotkała się z Aną Ivanović. Po 20 minutach wygrała pierwszego seta 6:1, w drugim uległa 3:6, w trzecim secie przegrywała 0:4, jednak udało jej się wygrać seta 6:4 i to Polka mogła cieszyć się z awansu do ćwierćfinału. Po meczu z Ivanović razem z Ágnes Szávay miały rozegrać mecz deblowy, jednak do spotkania nie doszło z powodu wycofania się Radwańskiej, która zmagała się z kontuzją. Mecz ćwierćfinałowy był widowiskiem jednostronnym, Radwańska przegrała 1:6, 2:6 z Venus Williams.
W turnieju Madrid Open niespodziewanie przegrała w I rundzie z Samanthą Stosur 6:7(4), 1:6, zdobywając zaledwie 5 pkt. do rankingu. Porażka Radwańskiej wynikała najprawdopodobniej z urazu kręgosłupa oraz przemęczenia. Miała wystąpić na turnieju Warsaw Open 2009, ale z powodu kontuzji pleców nie zagrała, choć za główną przyczynę absencji Radwańskiej w turnieju uważa się kwestie finansowe.
W wielkoszlemowym turnieju Roland Garros w Paryżu w pierwszej rundzie pokonała Rossanę de los Ríos 6:3, 6:1, a w II wygrała z Mariją Korytcewą 6:1, 6:4. W III rundzie zrewanżowała się za przegraną w I rundzie Australian Open pokonując Katerynę Bondarenko 6:2, 6:4. W IV rundzie nie sprostała turniejowej „siódemce” Swietłanie Kuzniecowej przegrywając 4:6, 6:1, 1:6.
W turnieju AEGON International 2009 w Eastbourne jako obrończyni tytułu doszła do ćwierćfinału, po drodze pokonała w I rundzie swoją siostrę Urszulę 6:1, 6:1, rewanżując się jej za porażkę w Dubaju. W II rundzie pokonała Li Na po jej kreczu przy stanie 3:1. W ćwierćfinale niespodziewanie uległa Virginii Razzano 6:7, 5:7.
Na kortach wielkoszlemowego Wimbledonu w I rundzie pokonała Maríę José Martínez Sánchez 7:5, 6:1. W II rundzie pokonała Peng Shuai 6:2, 6:7, 9:7. W III rundzie pokonała Li Nę 6:4, 7:5. W IV rundzie Polka wygrała 6:4, 7:5 z Melanie Oudin, tym samym po raz trzeci w karierze osiągając ćwierćfinał w Wielkim Szlemie, w tym drugi raz z rzędu w Wimbledonie. W ćwierćfinale uległa pięciokrotnej triumfatorce Wimbledonu, Venus Williams 1:6, 2:6.
Po ponad trzytygodniowym odpoczynku udała się na tournée w ramach US Open Series, będące przygotowaniem przed wielkoszlemowym US Open 2009. Pierwszy turniej, Bank of the West Classic 2009, odbył się w Stanfordzie. Pokonała w I rundzie Soranę Cîrsteę 6:0, 6:1. Natomiast w drugiej rundzie uległa dość niespodziewanie niżej notowanej Danieli Hantuchovej w trzech setach 6:4, 6:7, 6:1.
Kolejny turniej serii, East West Bank Classic, odbył się na kortach w Los Angeles. W pierwszej rundzie rozstawiona z nr 8. miała wolny los. Drugą rundę przeszła, pokonując w dwóch setach trwających niespełna godzinę Ai Sugiyamę 6:2, 6:1. W III rundzie pokonała Annę Czakwetadze 6:3, 6:3. W meczu o półfinał nieoczekiwanie przegrała w trzech wyrównanych setach z Soraną Cîrsteą 6:7(4), 6:1, 5:7, którą tydzień wcześniej bez problemu pokonała w Stanfordzie. Był to ósmy ćwierćfinał Radwańskiej w tym sezonie i zarazem ósmy przegrany.
W turnieju Western & Southern Financial Group Masters & Women’s Open w Cincinnati przeszła I rundę, pokonując Ai Sugiyamę 6:2, 6:1. Swój występ zakończyła na drugiej rundzie przegrywając z Sybille Bammer 0:6, 5:7.
Następnie zagrała w turnieju Rogers Cup w Kanadzie. Rozstawiona z nr 14, odprawiła w I rundzie Carlę Suárez Navarro 6:3, 6:3. W II rundzie pokonała Ágnes Szávay 6:1, 6:1. W III rundzie Polka pokonała Katerynę Bondarenko 7:5, 6:3, natomiast w ćwierćfinale nie sprostała Marii Szarapowej, ulegając jej 2:6, 6:7(5) (mimo że w drugim secie prowadziła 5:2 i 30:0). Był to jej dziewiąty przegrany ćwierćfinał w sezonie.
Kolejny turniej odbył się w New Haven. Polka w pierwszej rundzie pokonała po bardzo zaciętym pojedynku Włoszkę Robertę Vinci w trzech setach 2:6, 6:2, 7:6(5), w kolejnej rundzie nie dokończyła pojedynku z Virginie Razzano z powodu kontuzji prawej ręki. Skreczowała po drugim secie, przy wyniku 6:3, 4:6.

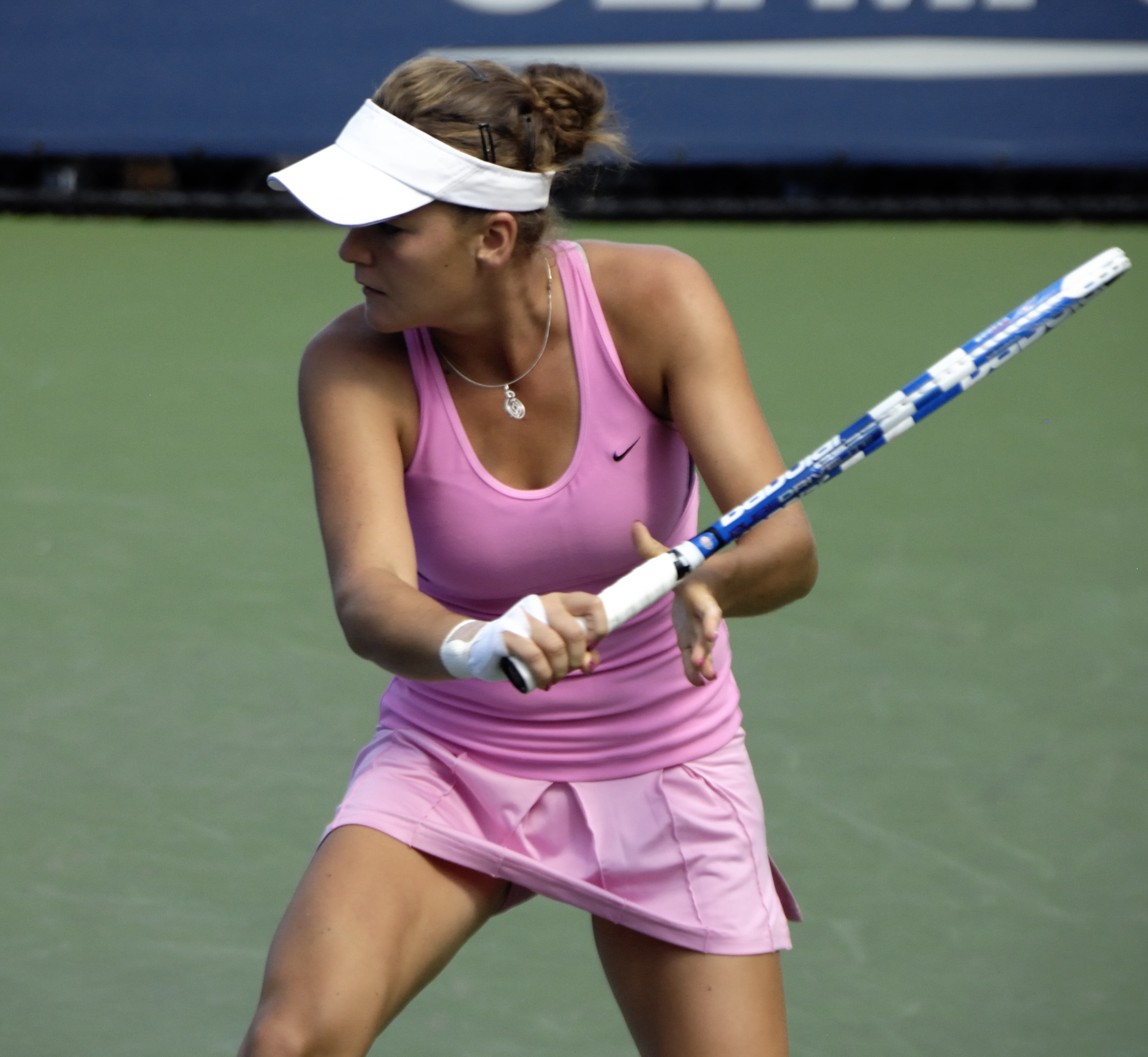
Radwańska podczas US Open 2009

Mimo kontuzji wystąpiła w wielkoszlemowym turnieju US Open 2009. W pierwszej rundzie wygrała z Patricią Mayr 6:1, 6:2. Drugą rundę przegrała po trzysetowym pojedynku z Mariją Kirilenko 4:6, 6:2, 4:6 (w trzeciej, decydującej partii Polka wygrywała przy swoim serwisie 4:3, 30:0, jednak Rosjanka zdołała odwrócić losy meczu).
W Tokio Polka pokonała w I rundzie Jekatierinę Makarową 7:5, 6:3. W drugiej rundzie wygrała w trzech setach ze Słowaczką Danielą Hantuchovą 6:3, 3:6, 6:3 (od stanu 6:3, 3:0 Hantuchova wygrała 7 kolejnych gemów). W III rundzie pokonała kwalifikantkę Andreę Petković 6:4, 3:6, 6:3. W dziesiątym ćwierćfinale w sezonie pokonała Magdalénę Rybárikovą 6:3, 6:1, pierwszy raz w sezonie awansując do półfinału. Na półfinale zakończyła swój występ na tokijskich kortach, ulegając późniejszej triumfatorce Marii Szarapowej 3:6, 6:2, 4:6.
Po turnieju w Tokio wystartowała na imprezie China Open w Pekinie o randze Premier Mandatory (z pulą nagród 4,5 mln dol.), gdzie dotarła do pierwszego w tym sezonie finału. W I rundzie Polka miała wolny los. W II natomiast pokonała Patty Schnyder. W swoim następnym meczu zmierzyła się z Maríą José Martínez Sánchez. Mecz ten wygrała, jednakże nie bez trudu (po przegraniu 4:6 pierwszego seta, przegrywała w drugim już 0:4, lecz zdołała wygrać kolejnych 6 gemów i zwyciężyła 6:4, a w trzecim secie zdominowała rywalkę, oddając jej tylko dwa gemy). Do swojego 11. ćwierćfinału w sezonie przystępowała w roli outsiderki, mając za przeciwniczkę Jelenę Diemientjewą rozstawioną z numerem 4. Zagrała jednak swój najlepszy mecz w tym roku i pokonała wyżej notowaną Rosjankę 7:5, 6:3. W półfinale wygrała z Marion Bartoli 6:4, 6:3. W finale po raz 9. w karierze zmierzyła się z Swietłaną Kuzniecową, która tym razem grała na najwyższym poziomie i okazała się za mocna, pokonując Polkę 6:2, 6:4. Po tym turnieju Radwańska powróciła do pierwszej dziesiątki rankingu WTA, po prawie całym sezonie spędzonym na miejscach 11-14.
Prosto z Pekinu poleciała do Linz na turniej Generali Ladies Linz 2009 rangi International, aby walczyć o awans do WTA Tour Championships, na które wciąż zachowała szanse. Rozstawiona z numerem 2., w I rundzie pokonała Monicę Niculescu 6:4, 6:2, a w II rundzie Alizé Cornet 6:4, 7:5, a w ćwierćfinale Lucie Šafářovą 6:3, 7:6(9). W półfinale gładko uległa Petrze Kvitovej 3:6, 2:6.
Przed ostatnim turniejem sezonu, odbywającym się w Moskwie Kremlin Cup 2009, wciąż miała teoretyczne szanse na awans do turnieju WTA Tour Championships i mimo zmęczenia sezonem spróbowała to wykorzystać. Odpadła jednak już w I rundzie, przegrywając z Mariją Kirilenko 3:6, 3:6. Mimo to zachowała 10. miejsce w rankingu Race to the Sony Ericsson Championships dzięki czemu pojechała do Dauhy jako druga rezerwowa.
Sezon zakończyła występem w Sony Ericsson Championships 2009, zastępując w ostatnim meczu rundy grupowej pierwszą rezerwową Wierę Zwonariową, która wcześniej zastąpiła Dinarę Safinę, jednak również musiała się wycofać z powodu kontuzji. Radwańska rozegrała trwający 2,5 godziny mecz z Wiktoryją Azaranką, wygrywając po kreczu Białorusinki przy stanie 4:6, 7:5, 4:1. Radwańska przegrywała już 4:6, 2:5 i Azaranka miała piłkę meczową, jednak Polka zdołała ją wybronić i wygrać pięć kolejnych gemów, doprowadzając do remisu 1:1 w setach. W tym momencie zaczęły się problemy zdrowotne Azaranki i przez cały trzeci set musiała korzystać z pomocy medycznej. W końcu, przy stanie 40:15 dla Radwańskiej w szóstym gemie trzeciego seta, Azaranka poddała się i skreczowała. Tym zwycięstwem Radwańska zapewniła awans do półfinału Caroline Wozniacki, jednocześnie zarabiając za występ 250 tys. dol.

### 2010

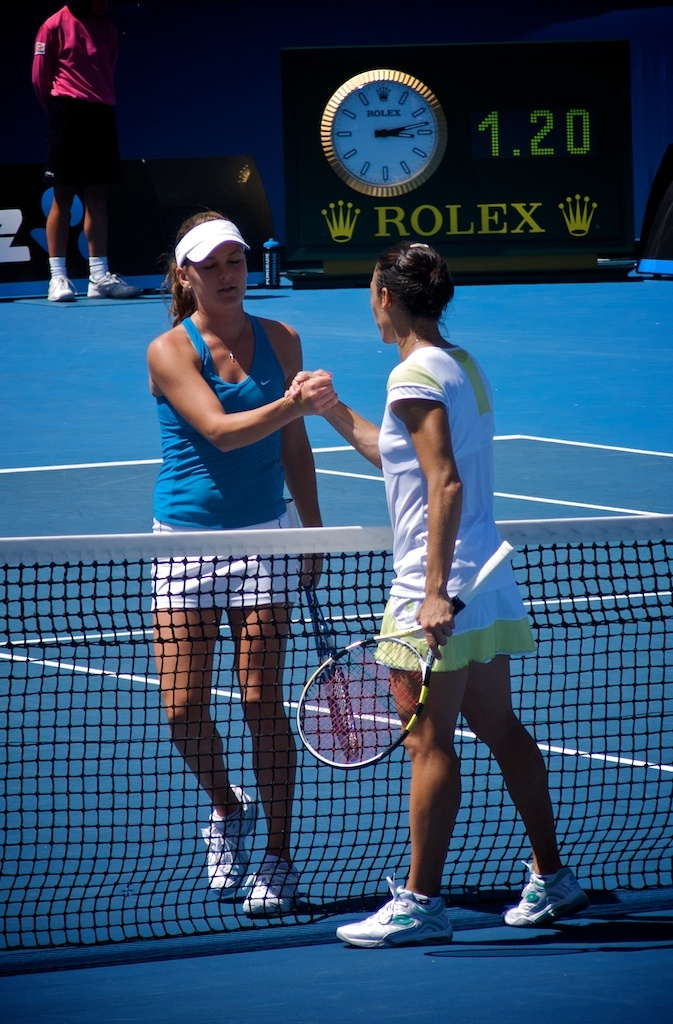
Radwańska i Francesca Schiavone podczas Australian Open 2010

Sezon 2010 rozpoczęła od turnieju Medibank International 2010 w Sydney, gdzie ze względu na udział wysoko sklasyfikowanych zawodniczek po raz pierwszy od dłuższego czasu nie była rozstawiona. W I rundzie pokonała Jill Craybas 6:0, 6:4, która wygrała w finale eliminacji z Urszulą Radwańską 6:4, 6:3. W II rundzie turnieju spotkała się z ówczesnym numerem 2 – Dinarą Safiną, z którą przegrała mecz 5:7, 4:6.
W Australian Open 2010 została rozstawiona z numerem 10. W I rundzie łatwo pokonała Tatianę Malek 6:1, 6:0. W II rundzie odprawiła w dwóch setach Ałłę Kudriawcewą 6:0, 6:2. Natomiast w trzeciej niespodziewanie uległa niżej rozstawionej Francesce Schiavone 2:6, 2:6. W Melbourne wystartowała także w deblu, notując dużo lepszy wynik. Grając w parze z Mariją Kirilenko jako para rozstawiona z numerem 15., dotarły do półfinału, pokonując po drodze m.in. rozstawione z numerem 3. Hiszpanki Llagosterę Vives i Martínez Sánchez 6:1, 6:2. Uległy dopiero w półfinale deblowi numer 1 Black/Huber po trzysetowym pojedynku zakończonym wynikiem 1:6, 6:1, 3:6. Półfinał debla jest najlepszym osiągnięciem w turniejach wielkoszlemowych w karierze Radwańskiej.
W następnym turnieju Barclays Dubai Tennis Championships 2010 w Dubaju w I rundzie miała „wolny los” dzięki rozstawieniu z numerem 7. W drugiej rundzie pokonała Anastasiję Sevastovą 6:3, 6:3. Trzecie runda to pojedynek z rozstawioną z nr 10 Flavią Pennettą. Mecz zakończył się dosyć szybkim zwycięstwem Radwańskiej 6:3, 6:0. W ćwierćfinale zagrała z Reginą Kulikową, wygrywając 3:6, 6:4, 6:3. W półfinale uległa Wiktorii Azarance 3:6, 4:6. Za występ zdobyła 395 punktów, co dało jej awans na najwyższą w karierze 8. pozycję w rankingu tenisistek.
Po turnieju w Dubaju udała się do Stanów Zjednoczonych. Pierwszym turniejem był BNP Paribas Open w Indian Wells, w którym została rozstawiona z numerem 5., dzięki czemu w I rundzie miała wolny los. W II rundzie Polka wygrała po kreczu z Anną Czakwetadze 6:2, 5:3. W III rundzie pewnie pokonała Giselę Dulko 6:1, 6:0. W IV rundzie pokonała Marion Bartoli 6:3, 6:2. W ćwierćfinale wygrała z turniejową „czwórką” Jeleną Diemientjewą 6:4, 6:3, docierając tym samym do drugiego półfinału w sezonie 2010. W półfinale przegrała z rozstawioną z nr 2 Caroline Wozniacki 2:6, 3:6.

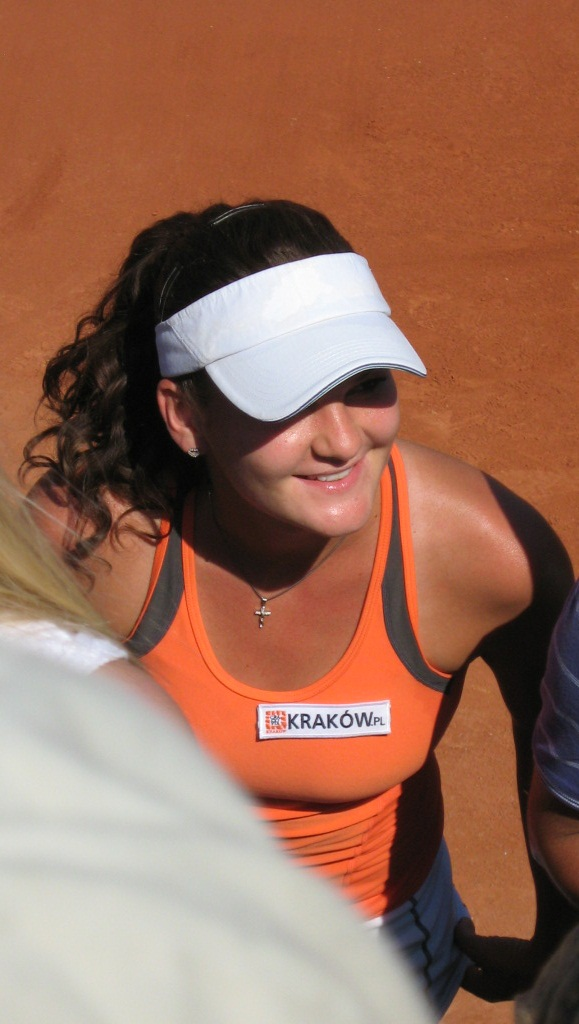
Radwańska na French Open 2010

Następnie wystartowała w kolejnym dużym amerykańskim turnieju Sony Ericsson Open w Miami. W I rundzie miała „wolny los” natomiast w II zwyciężyła z Jekatieriną Makarową 7:5, 6:0. W III rundzie wygrała z byłą liderką rankingu tenisistek Aną Ivanović 7:5, 7:5. W IV rundzie wygrała z Jarosławą Szwiedową z Kazachstanu 6:1, 6:4. W ćwierćfinale nie sprostała wyżej rozstawionej Venus Williams, ulegając jej w dwóch setach 3:6, 1:6.
Sezon na kortach ziemnych zaczęła od turnieju Porsche Tennis Grand Prix w Stuttgarcie, gdzie w I rundzie pokonała byłą liderkę rankingu Anę Ivanović 7:6, 6:4, ale w II rundzie przegrała z niżej notowaną Szachar Pe’er 3:6, 7:6, 2:6. Następnie wystartowała w turnieju Internazionali BNL d’Italia w Rzymie, gdzie w I rundzie miała wolny los, w II rundzie pokonała Robertę Vinci 6:1, 6:0, a w III rundzie przegrała z Lucie Šafářovą 6:1, 3:6, 6:7. W turnieju Mutua Madrileña Madrid Open w Madrycie odpadła w II rundzie przegrywając z Patty Schnyder 6:3, 4:6, 4:6.
W turnieju French Open 2010 pokonała w I rundzie 6:0, 7:5 Elenę Baltachę, w II rundzie przegrała z Jarosławą Szwiedową 5:7, 3:6. W turnieju w Eastbourne, będąc rozstawioną z numerem 4., odpadła już w I rundzie, przegrywając z Wiktoryją Azaranką 6:7, 1:6.
Na Wimbledonie została rozstawiona z numerem 7. W I rundzie pokonała Melindę Czink 6:3, 6:3, w II pewnie wygrała z Albertą Brianti 6:2, 6:0, w III rundzie pokonała Sarę Errani 6:3, 6:1, ale w IV rundzie przegrała z Li Ną 3:6, 2:6.
Sezon na kortach twardych zaczęła od turnieju Bank of the West Classic w Stanfordzie, gdzie w I rundzie wygrała z Chanelle Scheepers 7:5, 4:6, 6:3, w II rundzie pokonała Olgę Sawczuk 7:6, 6:2, następnie w ćwierćfinale pokonała Mariję Kirilenko 7:5, 6:0. Odpadła w półfinale, przegrywając z Mariją Szarapową 6:1, 2:6, 2:6.
Następnym turniejem na twardych kortach był Mercury Insurance Open w San Diego, gdzie w pierwszej rundzie ponownie spotkała się z Chanelle Scheepers i ponownie zwyciężyła 7:5, 6:3. W drugiej rundzie zwyciężyła z byłą liderką rankingu WTA Dinarą Safiną 6:1, 6:3. W ćwierćfinale wygrała z Szachar Pe’er 6:2, 6:0, a w półfinale pokonała Danielę Hantuchovą 6:4, 6:2. W swoim pierwszym finale w sezonie 2010 uległa przeciwniczce z poprzedniego finału w Pekinie, Swietłanie Kuzniecowej, 4:6, 7:6(7), 3:6.
W kolejnym turnieju Western & Southern Financial Group Women’s Open 2010 w Cincinnati Polka w pierwszej rundzie miała wolny los, w II rundzie pokonała Alisę Klejbanową 6:4, 6:2. W III rundzie uległa Marii Szarapowej 2:6, 3:6. Była to jej druga przegrana z Szarapową w ciągu 2 tygodni, po porażce w półfinale turnieju w Stanfordzie.
W turnieju Rogers Cup w Montrealu dzięki wolnemu losowi rozpoczęła grę od II rundy, wygrywając z Vanią King 6:0, 6:3. Odpadła w III rundzie, pokonana ponownie przez Swietłanę Kuzniecową 4:6, 6:1, 3:6.
W ostatnim Wielkim Szlemie sezonu – US Open 2010 – dotarła tylko do II rundy, pokonując Arantxę Parrę Santonję 6:4, 6:3 i ulegając Peng Shuai 6:2, 1:6, 4:6. W deblu, w parze z Mariją Kirilenko, dotarły do III rundy.
Po prawie miesięcznej przerwie, pomimo kontuzji – pękniętego palca u nogi – wyjechała na turnieje do Azji, gdzie miała bronić dużej ilości punktów zdobytych rok wcześniej (półfinał w Tokio i finał w Pekinie). W Toray Pan Pacific Open 2010 w Tokio dotarła do ćwierćfinału, po I rundzie z wolnym losem pokonując kolejno Olgę Goworcową 6:2, 6:3 i Andreę Petkovic 6:3, 6:3. W ćwierćfinale przeciwko Caroline Wozniacki kontuzja nie pozwoliła jej na dokończenie trzeciego z kolei meczu i skreczowała przy stanie 0:5 w I secie. Mimo to wystąpiła w kolejnym turnieju w Pekinie China Open 2010, odpadając w I rundzie po zaciętym meczu z dużo niżej notowaną Angelique Kerber zakończonym wynikiem 7:5, 6:7(3), 5:7. Był to jednocześnie ostatni mecz Radwańskiej w sezonie, gdyż tego samego dnia ogłosiła, że z powodu kontuzji nie wystąpi co najmniej do końca roku. Zakończyła rok na 14 pozycji, po raz pierwszy od 2007 poza pierwszą 10.

### 2011
Podczas Australian Open doszła do ćwierćfinału. W pierwszej rundzie wygrała z Kimiko Date-Krumm 6:4, 4:6, 7:5. W kolejnych meczach wygrała z Petrą Martić oraz z Simoną Halep. W 4. rundzie pokonała Peng Shuai. W ćwierćfinale została pokonana przez późniejszą zwyciężczynię, Kim Clijsters. Po dobrym występie w Australii Polka wróciła na 10. miejsce w Rankingu WTA.
W pierwszej rundzie Dubai Duty Free Tennis Championships miała „wolny los”. W drugiej rundzie pokonała Anastasiję Sevastovą, a w trzeciej Marion Bartoli. W ćwierćfinale przegrała ze Swietłaną Kuzniecową.
Tydzień później, w Dubaju, odpadła w 1. rundzie. Przegrała z Lucie Šafařovą 6:7, 3:6. W BNP Paribas Open doszła do czwartej rundy, gdzie została pokonana przez Wiktoryję Azarankę.
Podczas Sony Ericsson Open w Miami, po pierwszej wolnej rundzie, w drugiej pokonała Barborę Záhlavovą Strýcovą. W trzeciej wygrała z Mariją Kirilenko.
W IV rundzie wygrała z Francescą Schiavone 6:0, 6:2. W ćwierćfinale spotkała się z Rosjanką Wierą Zwonariową przegrywając 5:7, 3:6.
W turnieju wystąpiła również w deblu, w parze z Danielą Hantuchovą. Wygrały cały turniej, pokonując w finale Liezel Huber i Nadię Pietrową.

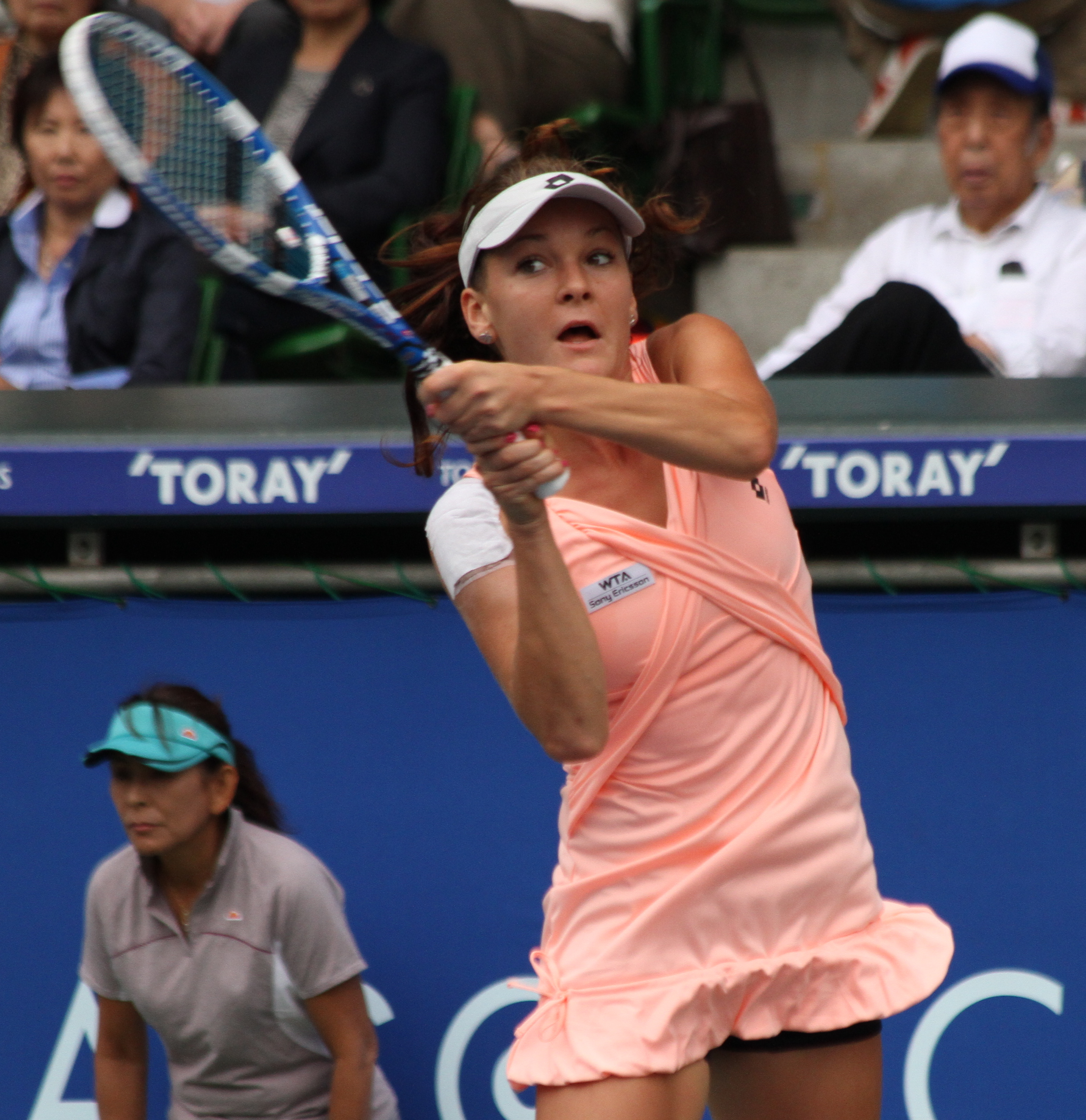
Radwańska na Toray Pan Pacific Open 2011

Na kortach ziemnych turnieju Porsche Tennis Grand Prix wygrała z Jamie Hampton 6:0, 6:1. W 2. rundzie wygrała ze Schiavone, a w ćwierćfinale pokonała Kristinę Barrois. Odpadła w półfinale, przegrywając z Caroline Wozniacki.
Na przełomie maja i czerwca wystąpiła w paryskim French Open. W pierwszej rundzie turnieju pokonała Patricię Mayr-Achleitner 6:1, 6:2. W kolejnej rundzie uporała się z Sanią Mirzą 6:2, 6:4. W rundzie 3 spotkała się z Yaniną Wickmayer, którą pokonała 6:4, 6:4. W czwartej rundzie trafiła na Mariję Szarapową, z którą przegrała 6:7, 5:7. Polka miała szansę na wygranie meczu w dwóch setach, bowiem prowadziła 4:1 i 40:15 w pierwszym secie oraz 5:4 i 40:0 w drugim.
Do 2011 jej trenerem pozostawał ojciec Robert. Od czerwca 2011 na turnieje jeździł z nią trener Tomasz Wiktorowski.
W Eastbourne przegrała w ćwierćfinale z Petrą Kvitovą 6:1, 2:6, 6:7, pokonując wcześniej Jarmile Gajdosovą oraz Francescę Schiavone. Na Wimbledonie została rozstawiona z 13. Przegrała w drugiej rundzie z Petrą Cetkovską 6:3, 6:7, 4:6, mimo prowadzenia 4:1 w decydującym secie.
Na kortach o twardej nawierzchni w Stanfordzie Polka doszła do ćwierćfinału, w którym uległa Sabine Lisicki 7:6(4), 2:6, 6:2. W drodze do ćwierćfinału wygrała z Záhlavovą-Strýcovą 6:1, 6:2 oraz Chang Kai-chen 6:4, 3:6, 6:0.
Następnie wystąpiła w San Diego. W pierwszej rundzie, jako zawodniczka rozstawiona z trójką, miała wolny los. W drugiej rundzie pokonała Elenę Baltachę 6:0, 7:5. W trzeciej rundzie pokonała Christinę McHale 6:1, 6:0. Natomiast w ćwierćfinale pokonała Danielę Hantuchovą 0:6, 6:4, 6:4. W półfinale wygrała z Andreą Petković 4:6, 6:0, 6:4. W finale spotkała się z Wierą Zwonariową i wygrała 6:3, 6:4.
W kolejnym turnieju z serii US Open series w Toronto Polka w pierwszej rundzie pokonała Jelenę Wiesninę z Rosji 6:4, 6;1, z którą kilka miesięcy wcześniej przegrała w Madrycie. W II rundzie pokonała Petrę Martić 6:3, 6:3. Następnie, po prawie dwugodzinnej grze, wygrała po raz drugi z rzędu z Wierą Zwonariową 6:4, 7:6. W ćwierćfinale rozprawiła się z Andreą Petković 6:4, 6:3. W półfinale natomiast poległa z Samanthą Stosur 2:6, 7:5, 2:6.
W Cincinnati nie wystąpiła z powodu kontuzji barku. Wystąpiła za to w New Haven i tam w 1. rundzie pokonała Jekatierinę Makarową 6:1, 6:2. W 2. rundzie poległa w meczu z Petrą Cetkovską, która doszła w tym turnieju do finału, 4:6, 7:5, 3:6.
Podczas US Open doszła do drugiej rundy turnieju. W pierwszej rundzie wygrała ze swoją siostrą – Urszulą Radwańską 6:1, 6:1. W kolejnym meczu spotkała się późniejszą półfinalistką – Angelique Kerber. Mecz zakończył się przegraną Radwańskiej 3:6, 6:4, 3:6
Następnym turniejem, w którym wystąpiła, był tokijski Toray Pan Pacific Open. W pierwszej rundzie nie miała większych problemów z pokonaniem zawodniczki gospodarzy Misaki Doi 6:1, 6:1. W drugiej rundzie pokonała 3:6, 6:3, 6:3 Angelique Kerber, z którą przegrała w drugiej rundzie US Open. W kolejnej rundzie spotkała się z wyżej notowaną rywalką – Jelena Janković, którą pokonała z wynikiem 2:6, 6:4, 6:0. W następnej rundzie grała przeciwko Kai Kanepi. Ten mecz również zakończył się zwycięstwem Radwańskiej: 6:2, 7:6. Natomiast w półfinale pokonała Wiktoryję Azarankę 6:3, 4:6, 6:2. W finale ponownie spotkała się z Wierą Zwonariową i znowu wygrała, tym razem 6:3, 6:2.
W chińskim China Open rozgrywki rozpoczęła od drugiej rundy. Pokonała w niej zawodniczkę gospodarzy – Zheng Jie 6:1, 6:4. W kolejnej rundzie zmierzyła się ze Szwedką Sofią Arvidsson, z którą wygrała 6:4, 6:2. W ćwierćfinale zmierzyła się z Aną Ivanović, która przy stanie 3:6, 2:3 skreczowała. W kolejnej rundzie wygrała z Flavią Pennettą 6:2, 6:4. Tydzień po zwycięstwie w Tokio wygrała kolejny turniej rangi Premier. Tym razem w finale zmierzyła się z wyżej rozstawioną Andrea Petković. Mecz zakończył się wynikiem 7:5, 0:6, 6:4.
W kończącym sezon rozgrywek kobiecych turnieju TEB BNP Paribas WTA Championships 2011 była rozstawiona z numerem 8. Pierwszy mecz – z Caroline Wozniacki – przegrała 7:5, 2:6, 4:6. Kolejne spotkanie – z Wierą Zwonariową – wygrała 1:6, 6:2, 7:5. Ostatni swój pojedynek w turnieju przegrała z wynikiem 6:7(4), 3:6 z przyszłą zwyciężczynią turnieju – Petrą Kvitovą. Ostatecznie zajęła trzecie miejsce w grupie.
Od lutego do października 2011 menadżerem tenisowym rodziny Radwańskich był Ken Meyerson. Dzięki współpracy z nim podpisano kontrakt z producentem strojów – włoską firmą Lotto, w których występowała Radwańska.

### 2012

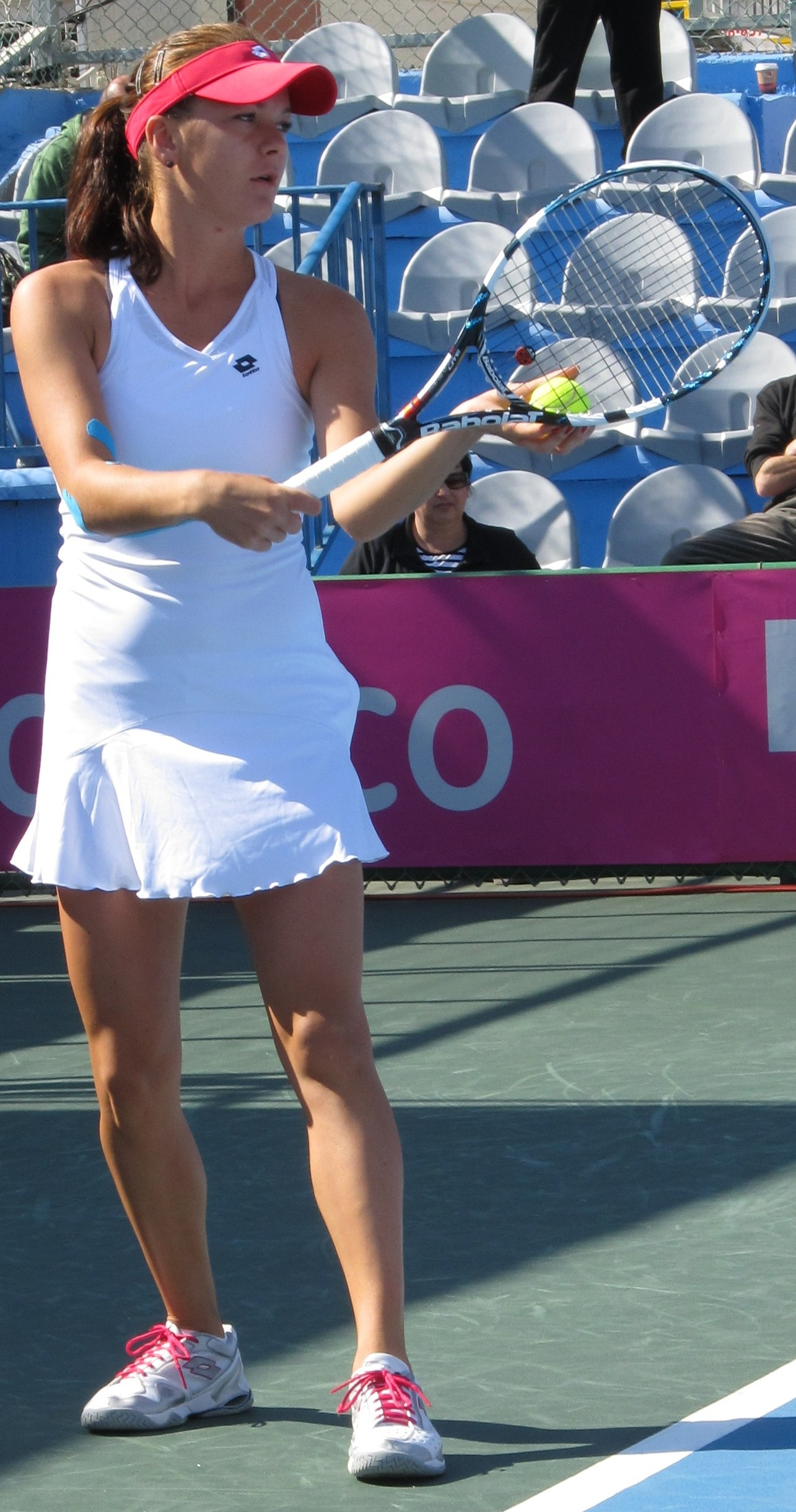
Radwańska podczas Fed Cup 2012

Sezon olimpijski 2012 rozpoczęła od udziału w turnieju w Sydney. W pierwszej rundzie zmierzyła się z kwalifikantką, którą była jej młodsza siostra, Urszula. Starsza Radwańska wygrała 6:1, 6:1. W drugiej rundzie trafiła na zawodniczkę z pierwszej dziesiątki rankingu WTA, Andreę Petković. Wygrała z nią 7:5, 6:4, odnosząc szóste zwycięstwo nad Niemką w ich szóstym meczu. W spotkaniu ćwierćfinałowym zagrała z pierwszą rakietą świata, Caroline Wozniacki, z którą wygrała 3:6, 7:5, 6:2, po raz pierwszy w swojej karierze, odnosząc zwycięstwo nad aktualną liderką rankingu. W półfinale została pokonana przez Wiktoryję Azarankę wynikiem 6:1, 3:6, 2:6. Z udziału w grze podwójnej zrezygnowała.
W Australian Open została rozstawiona z numerem 8. W pierwszej rundzie gry pojedynczej zmierzyła się z Bethanie Mattek-Sands, z którą wygrała w trzech setach: 6:7(10), 6:4, 6:2. W kolejnej rundzie zmierzyła się z kwalifikantką Paulą Ormaecheą, z którą wygrała 6:3, 6:1. W trzeciej rundzie pokonała Galinę Woskobojewą 6:2, 6:2, a następnie Julię Görges w dwóch setach: 6:1, 6:1. W spotkaniu ćwierćfinałowym przegrała z Wiktoryją Azaranką 7:6(0), 0:6, 2:6.
W zawodach gry podwójnej występowała w parze ze Słowaczką Danielą Hantuchovą. W pierwszej rundzie debel pokonał parę Ana Tatiszwili i Anastasija Jakimawa wynikiem 6:1, 6:0. W kolejnej rundzie słowacko-polski debel zmierzył się z Tamirą Paszek oraz Jasmin Wöhr. Tym razem rozstawiony z numerem 8. zespół wygrał bez straty gema. W trzeciej rundzie Włoszki rozstawione z numerem 11., Sara Errani i Roberta Vinci, zwyciężyły nad Radwańską i Hantuchovą. Pierwszy set zakończył się po 10 gemach, a drugi po ośmiu.
Następnie wystąpiła w cyklu WTA Tour w turnieju Qatar Total Open rozgrywanym na kortach twardych w Dausze. Zaczęła zmagania od drugiej rundy, w której pokonała Anne Keothavong 6:1, 6:2. Następnie wygrała z Varvarą Lepchenko 7:5, 6:1. W ćwierćfinale wygrała z Christiną McHale 6:1, 6:1. W półfinale przegrała z późniejszą triumfatorką turnieju, liderką rankingu singlowego, Wiktoryją Azaranką 2:6, 4:6.
Kolejnym startem Radwańskiej był turniej Dubai Duty Free Tennis Championships rozgrywany na kortach twardych w Dubaju. W pierwszej rundzie zawodów rozstawiona z numerem 5. pokonała po ponad dwuipółgodzinnym pojedynku Aleksandrą Wozniak 6:1, 6:7(6), 7:5. Następnie zwyciężyła w spotkaniu z Szachar Pe’er 7:5, 6:4. W ćwierćfinale turnieju wygrała z Sabiną Lisicką 6:2, 6:1. Półfinał zakończył się zwycięstwem Polki nad Jeleną Janković 6:2, 2:6, 6:0. W finale Radwańska pokonała  Julię Görges 7:5, 6:4. Było to jej czwarte zwycięstwo w turnieju rangi Premier, dzięki niemu awansowała na piąte miejsce w rankingu WTA.
W turnieju rangi International w Kuala Lumpur była rozstawiona z numerem 1. oraz z dziką kartą. W meczu pierwszej i drugiej rundy pokonała kolejno Akgul Amanmuradovą i Karolínę Plíškovą. Spotkanie ćwierćfinałowe przeciw Hsieh Su-wei oddała walkowerem.
W Indian Wells zmagania rozpoczęła od drugiej rundy. W pierwszym swym meczu pokonała Soranę Cîrsteę, a w kolejnym rozstawioną Flavię Pennettę. W czwartej rundzie odniosła zwycięstwo nad zawodniczką z dziką kartą – Jamie Hampton. Spotkanie to zakończyło się kreczem Amerykanki przy stanie 6:3, 4:6, 3:0. Ćwierćfinałową rywalką Polki była Wiktoryja Azaranka, która poprzez wygraną odniosła czwarte w sezonie zwycięstwo nad Radwańską. Mecz zakończył się wynikiem 0:6, 2:6. Po zakończeniu turnieju awansowała na najwyższe w swojej karierze – czwarte miejsce w rankingu singlowym WTA.

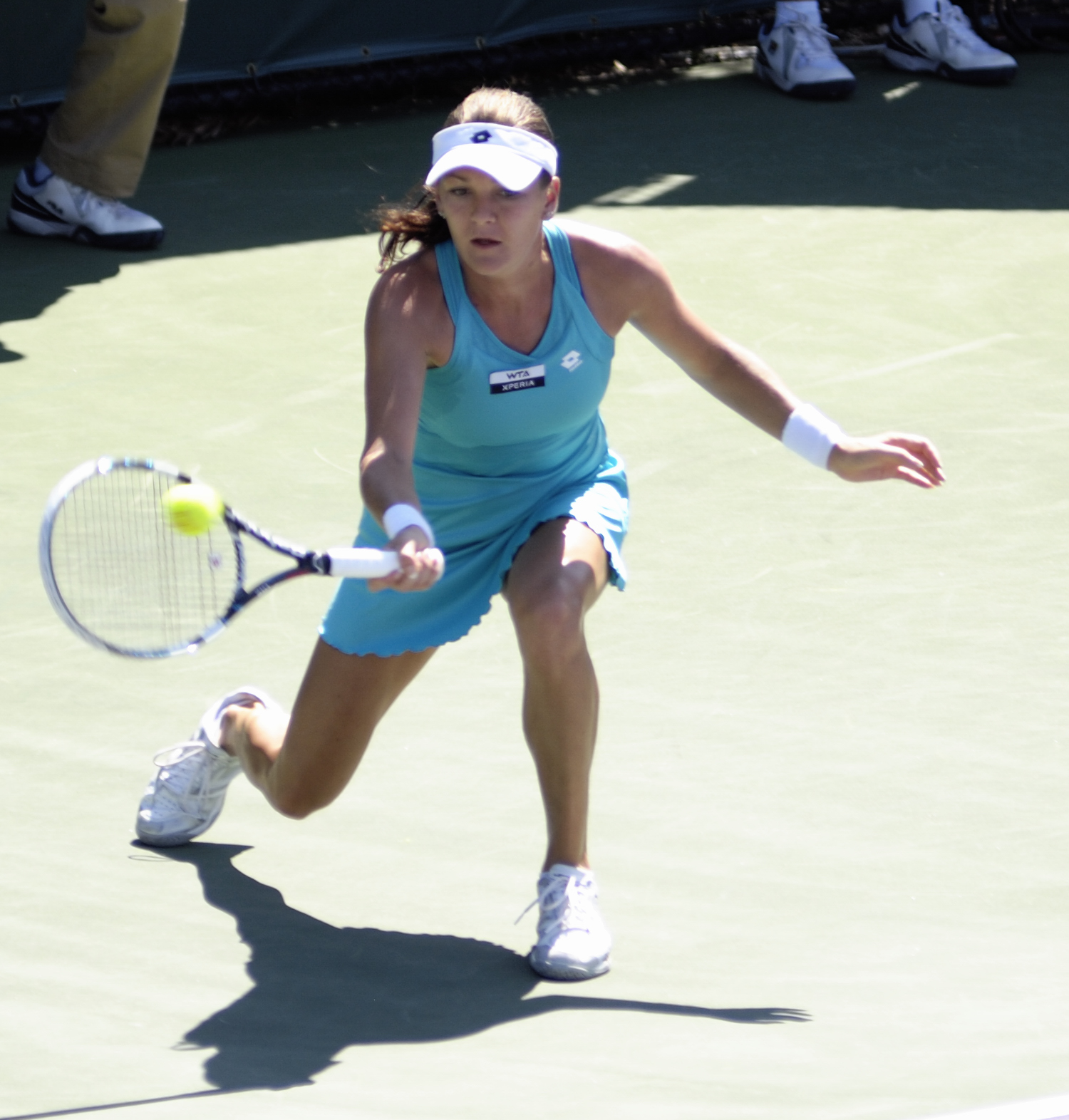
Radwańska podczas meczu finałowego z Mariją Szarapową w Miami

W Miami zmagania ponownie rozpoczęła od drugiej rundy. W pierwszych trzech meczach pokonała kolejno: Madison Keys (6:1, 6:1), Sílvię Soler Espinosę (6:1, 6:2) oraz Garbiñe Muguruzę Blanco (6:3, 6:2). W ćwierćfinale spotkała się z wracającą po kontuzji Venus Williams, którą pokonała 6:4, 6:1 po raz pierwszy od 2006. Półfinałową rywalką Polki była Marion Bartoli, która w poprzedniej rundzie, jako pierwsza w sezonie 2012, pokonała liderkę rankingu Wiktoryję Azarankę. Mecz z zakończył się wynikiem 6:4, 6:2, Francuzka ani razu nie utrzymała swojego podania, a przy stanie 4:2 w drugim secie zawodniczki musiały udać się do szatni na niespełna 20 minut, ponieważ na korcie nastąpiła awaria zasilania i zgasły światła. W finałowym spotkaniu Radwańska spotkała się z wiceliderką rankingu Mariją Szarapową. Mecz zakończył się zwycięstwem polskiej tenisistki 7:5, 6:4. Tym samym wygrała najbardziej prestiżowy turniej w swojej karierze. W całym turnieju Polka nie straciła seta. W turnieju deblowym wraz z Danielą Hantuchovą broniły tytułu, jednak odpadły w drugiej rundzie po porażce z Wierą Duszewiną i Szachar Pe’er 2:6, 5:7.
Sezon na kortach ziemnych rozpoczęła od turnieju rangi Premier Series w Stuttgarcie. W swoim pierwszym meczu, w drugiej rundzie, pokonała kwalifikantkę Grétę Arn 6:3, 6:4. W spotkaniu ćwierćfinałowym pokonała Li Nę wynikiem 3:6, 6:2, 6:3. Jej półfinałową przeciwniczką była Wiktoryja Azaranka, z którą przegrała 1:6, 3:6. Był to ich piąty pojedynek w tym roku.
W notowaniu z 7 maja 2012 awansowała na trzecie miejsce w rankingu singlowym.
W turnieju Premier Mandatory na kortach ziemnych w Madrycie osiągnęła półfinał. W pierwszej rundzie pokonała rozstawioną z dziką kartą Larę Arruabarrena 6:3, 6:1. W kolejnym spotkaniu pokonała Sarę Errani 6:0, 6:1. W kolejnej rundzie pokonała Robertę Vinci 7:6(1), 6:4. Jej ćwierćfinałową przeciwniczką była Varvara Lepchenko. Została ona pokonana przez Polkę 6:4, 6:4. W półfinale, po raz szósty w sezonie, zagrała przeciwko Wiktorii Azarance, z którą przegrała 2:6, 4:6.
Zmagania w turnieju rangi Premier 5 w Rzymie zaczęła od drugiej rundy. Przegrała w niej z Petrą Cetkovską 4:6, 6:4, 1:6. W turnieju Premier na kortach w Brukseli grę rozpoczęła w drugiej rundzie. Pokonała w niej Łesię Curenko ze stratą jednego gema. W ćwierćfinale pokonała reprezentantkę gospodarzy, Alison Van Uytvanck, 6:2, 6:1. Jej półfinałową rywalką była Kaia Kanepi, z którą wygrała 7:6(8), 6:3. W finale spotkała się z Simoną Halep, którą pokonała 7:5, 6:0. Był to jej trzeci triumf w tym sezonie.
Podczas wielkoszlemowego French Open w grze pojedynczej została rozstawiona z numerem 3. W pierwszej rundzie pokonała Bojanę Jovanovską 6:1, 6:0. W kolejnym meczu zwyciężyła z Venus Williams 6:2, 6:3. W trzeciej rundzie uległa Swietłanie Kuzniecowej, z którą przegrała 1:6, 2:6. W grze podwójnej w parze z Angelique Kerber w pierwszym meczu pokonała rozstawiony z numerem 8. duet Benešová–Záhlavová-Strýcová. W kolejnym spotkaniu debel uległ Włoszkom – Pennetcie i Schiavone.
W turnieju rangi Premier Series na kortach trawiastych w Eastbourne przegrała w pierwszej rundzie z Cwetaną Pironkową 2:6, 4:6.

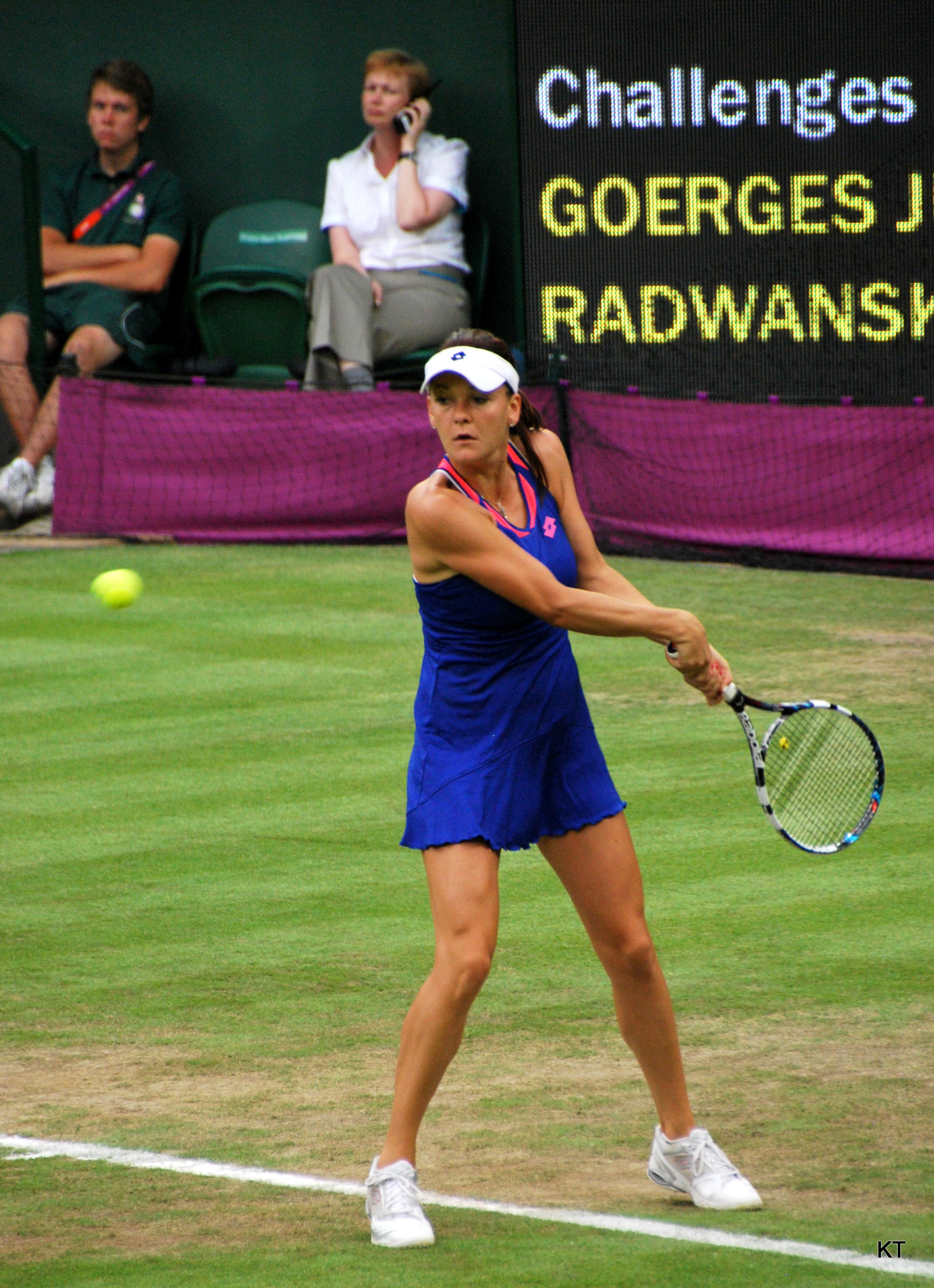
Radwańska podczas Letnich Igrzysk Olimpijskich 2012

Na wielkoszlemowym Wimbledonie osiągnęła finał, co było największym sukcesem polskiej tenisistki od czasów Jadwigi Jędrzejowskiej. W pierwszej rundzie turnieju pokonała Magdalénę Rybárikovą 6:3, 6:3. W kolejnej rundzie wygrała z Jeleną Wiesniną 6:2, 6:1. W trzecim spotkaniu pokonała Heather Watson wynikiem 6:0, 6:2. W meczu czwartej rundy zwyciężyła z kwalifikantką Camilą Giorgi 6:2, 6:3. W ćwierćfinale spotkała się z Mariją Kirilenko. Mimo przerw spowodowanych opadami mecz dokończony został w tym samym dniu. Wygrała w nim Radwańska 7:5, 4:6, 7:5. W meczu półfinałowym pokonała Angelique Kerber 6:3, 6:4. W meczu o mistrzostwo zmierzyła się z czterokrotną zwyciężczynią turnieju, Sereną Williams. Mecz zakończył się przegraną Polki 1:6, 7:5, 2:6. Dzięki osiągniętemu finałowi awansowała na drugie miejsce w rankingu singlowym WTA. W grze podwójnej występowała razem z siostrą Urszulą Radwańską. Razem dotarły do trzeciej rundy, dzięki zwycięstwom 6:2, 6:3 nad Szachar Pe’er i Yaniną Wickmayer oraz 7:5, 6:1 nad Iriną Falconi i Chanelle Scheepers. Spotkanie o ćwierćfinał przeciw drugim w rankingu Sarze Errani i Robercie Vinci poddały walkowerem.
Podczas igrzysk olimpijskich osiągnęła pierwszą rundę singla, w której przegrała 5:7, 7:6(5), 4:6 z Julią Görges. Razem z siostrą dotarły do drugiej rundy debla. W pierwszej pokonały parę ze Słowacji, a w kolejnym meczu uległy Amerykankom rozstawionym z numerem 1. W meczu miksta wystąpiła razem z Marcinem Matkowskim. Debel odpadł w pierwszej rundzie po przegranej z Australijczykami.
Od 1 września 2012 jej pełnoprawnym trenerem był Tomasz Wiktorowski.

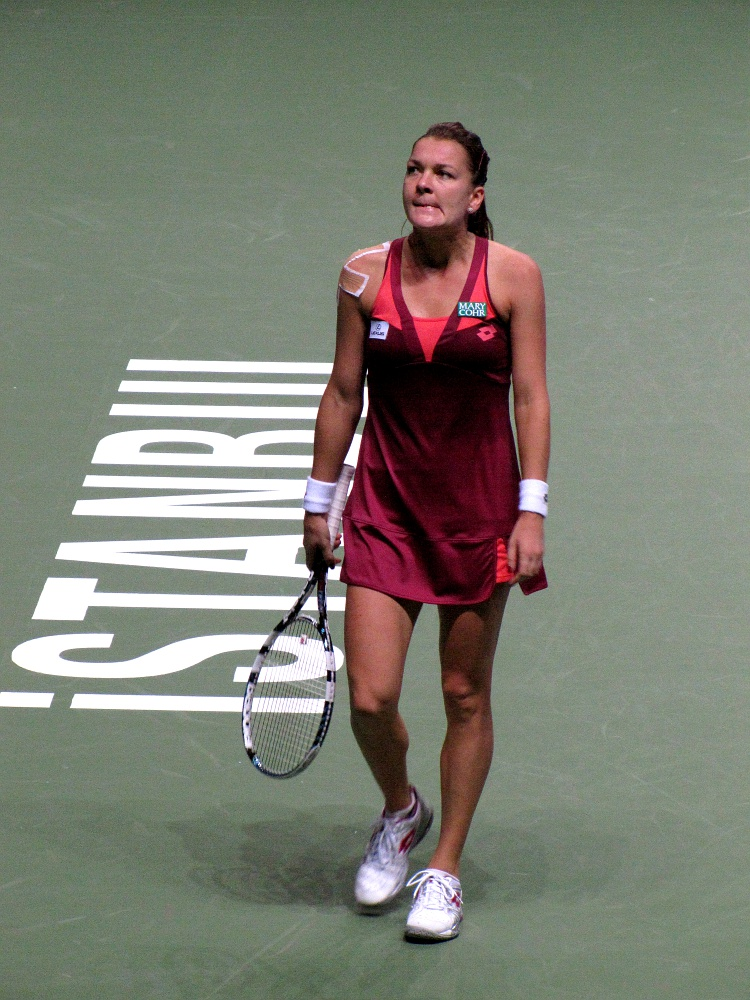
Radwańska w kończących sezon Mistrzostwach WTA

W turniejach Premier 5 w Montrealu i Cincinnati dochodziła do ćwierćfinałów. W obu zawodach przegrywała z Li Ną. Następnie zagrała w turnieju w New Haven. Pierwszą rundę miała wolną, a w następnej spotkała się z Wolhą Hawarcową. Mecz poddała poprzez krecz przy stanie 0:6, 1:2. W wielkoszlemowym US Open rozstawiona była z numerem 2. W pierwszej rundzie pokonała Ninę Bratczikową 6:1, 6:1. W kolejnym meczu spotkała się z Carlą Suárez Navarro, a pojedynek wygrała wynikiem 4:6, 6:3, 6:0. W następnej fazie zwyciężyła z Jeleną Janković 6:3, 7:5. W czwartej rundzie uległa Robercie Vinci 1:6, 4:6. W związku z osiągnięciem przez Mariję Szarapową półfinału spadła w rankingu WTA na trzecie miejsce.
W turnieju rangi Premier 5 w Tokio, gdzie broniła tytułu zdobytego rok wcześniej, osiągnęła finał. Zmagania rozpoczęła od drugiej rundy, gdyż była rozstawiona z numerem 3. W pierwszym meczu pokonała Jelenę Janković 6:2, 7:5. W kolejnej rundzie zwyciężyła z Jamie Hampton 6:4, 6:3. W ćwierćfinałowym pojedynku wygrała z Caroline Wozniacki 6:4, 6:3. W półfinale wygrała z Angelique Kerber wynikiem 6:1, 6:1. W finale przegrała z Nadieżdą Pietrową 0:6, 6:1, 3:6. W turnieju w Pekinie zmagania rozpoczęła od drugiej rundy. W swoim pierwszym meczu pokonała Zhang Shuai 6:2, 6:3. W kolejnej rundzie wygrała z Lourdes Domínguez Lino 2:6, 6:1, 6:4. W ćwierćfinale po raz trzeci w sezonie przegrała z Li Na, tym razem wynikiem 4:6, 2:6. W kończących sezon Mistrzostwach WTA w Stambule dotarła do półfinału. W fazie grupowej pokonała Petrę Kvitovą i Sarę Errani oraz przegrała z Mariją Szarapową. W półfinale uległa Serenie Williams 2:6, 1:6 i odpadła z dalszej rywalizacji. Sezon zakończyła na czwartym miejscu w rankingu singlowym WTA.

### 2013
Sezon rozpoczęła od udziału w turnieju w Auckland, gdzie występowała jako najwyżej rozstawiona. W pierwszej rundzie pokonała Grétę Arn, wynikiem 6:2, 6:2. W kolejnym pojedynku zwyciężyła z Simoną Halep 6:3, 6:1. Ćwierćfinałową przeciwniczką Radwańskiej była Jelena Wiesnina, którą Polka pokonała 6:3, 6:3. W następnym spotkaniu zwyciężyła z Jamie Hampton 7:6(5), 7:6(4). W walce o tytuł zmierzyła się z Yaniną Wickmayer. Mecz zakończył się wynikiem 6:4, 6:4 dla Radwańskiej. W kolejnym tygodniu wzięła udział w turnieju rangi WTA Premier w Sydney. Rozstawiona z numerem 1. rozgrywki rozpoczęła od drugiej rundy, w której pokonała Kimiko Date-Krumm 6:4, 6:3. W kolejnych meczach zwyciężyła z Robertą Vinci 6:4, 7:5, a także z Li Na 6:3, 6:4. W finale spotkała się z Dominiką Cibulkovą, którą pokonała bez straty gema. Wielkoszlemowy Australian Open rozpoczęła od wygranej 7:5, 6:0 w meczu z Bojaną Bobusic, która dostała się do turnieju dzięki dzikiej karcie. W drugiej rundzie pokonała Irinę-Camelię Begu wynikiem 6:3, 6:3. W następnym spotkaniu okazała się lepsza od Heather Watson, wygrywając 6:3, 6:1. W meczu czwartej rundy pokonała Anę Ivanović 6:2, 6:4. W pojedynku ćwierćfinałowym przegrała z Li Na wynikiem 7:5, 6:3.

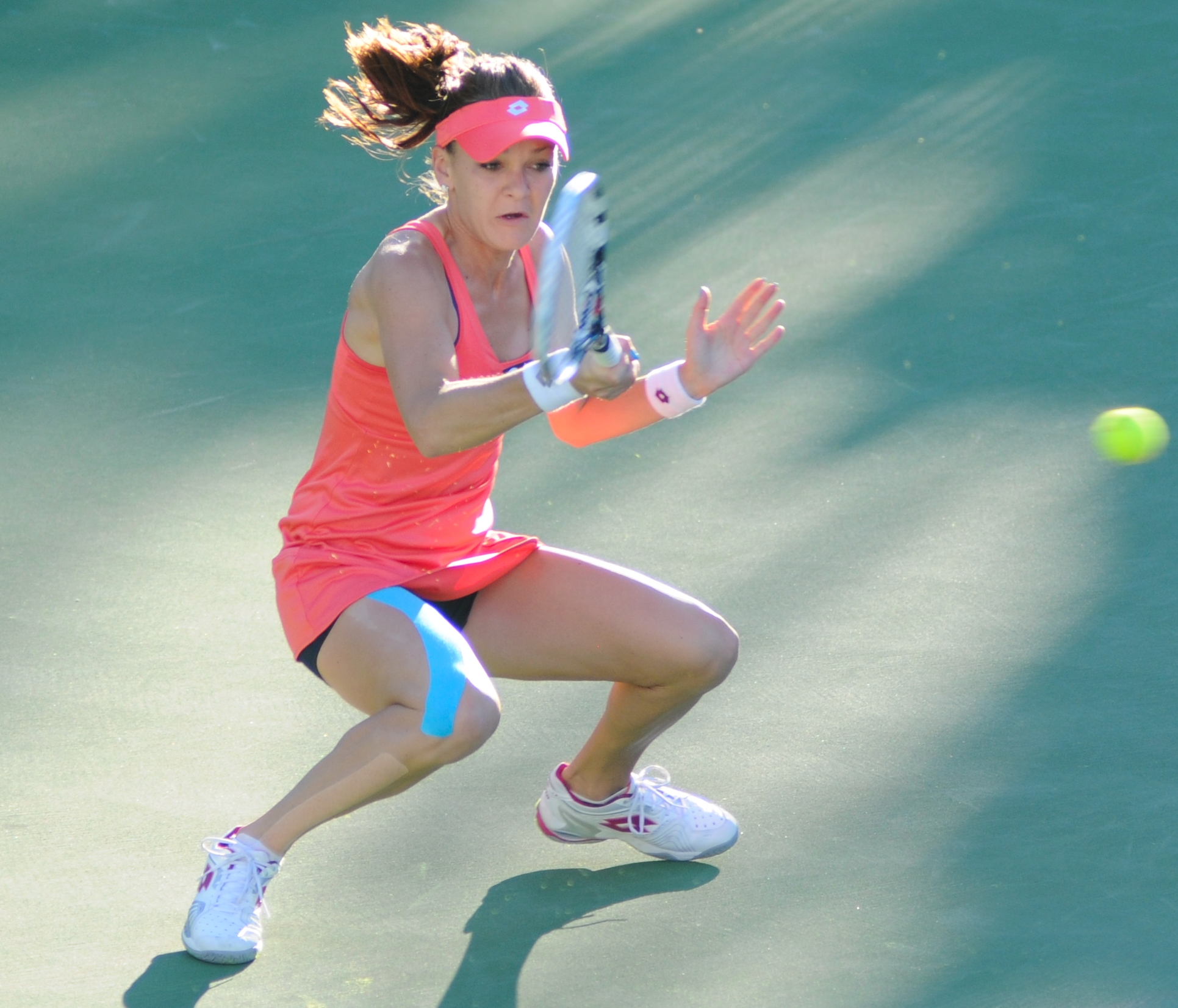
Radwańska podczas BNP Paribas Open

Zawody w Dosze, jako rozstawiona z numerem 4., rozpoczęła od drugiej rundy, w której pokonała Anastasiję Rodionową 6:3, 6:2. W kolejnym pojedynku zwyciężyła Anę Ivanović 6:1, 7:6(6). W meczu ćwierćfinałowym wygrała z Caroline Wozniacki wynikiem 6:2, 7:5. W półfinale zmierzyła się z liderką rankingu, Wiktoryją Azaranką, podobnie jak rok wcześniej. Polka ponownie uległa Białorusince wynikiem 3:6, 3:6. W następnym tygodniu broniła tytułu w Dubaju. Jako rozstawiona z numerem 3., zawody rozpoczęła od spotkania drugiej rundy z Juliją Putincewą, które wygrała 7:5, 6:3. W ćwierćfinale uległa Petrze Kvitovej wynikiem 2:6, 4:6.
Z okazji pierwszego Światowego Dnia Tenisa obchodzonego 4 marca, wystąpiła w zawodach BNP Paribas Showdown, zastępując w pojedynku z Caroline Wozniacki kontuzjowaną Li Na. Radwańska zwyciężyła Dunkę stosunkiem 6:4, 6:4. W Indian Wells Polka zaczęła zawody od drugiej rundy, w której wygrała z Marią Sanchez 6:2, 6:1. W kolejnym meczu pokonała wynikiem 6:7(3), 6:3, 6:4 numer dwudziesty siódmy imprezy, Soranę Cîrsteę. Udział w Miami rozpoczęła od wygranego 6:3, 6:2 meczu drugiej rundy z Hsieh Su-wei. Następnie rozstawiona z numerem 4. Polka pokonała Magdalénę Rybárikovą 7:6(5), 2:6, 6:3. W czwartej rundzie zwyciężyła ze Sloane Stephens wynikiem 4:6, 6:2, 6:0. W meczu o ćwierćfinał pokonała Kirsten Flipkens 4:6, 6:4, 6:2. W spotkaniu półfinałowym uległa Serenie Williams 6:0, 6:3.
Sezon gry na nawierzchni ceglanej rozpoczęła od zawodów WTA Premier Mandatory w Madrycie. Rozstawiona z numerem 4. w pierwszej rundzie trafiła na Cwetanę Pironkową, którą pokonała 6:2, 6:4. W następnym meczu przegrała z Laurą Robson 3:6, 1:6. W następnym tygodniu wzięła udział w turnieju WTA Premier 5 w Rzymie. W swoim pierwszym meczu – spotkaniu drugiej rundy – uległa Simonie Halep 7:6(2), 1:6, 2:6. Wielkoszlemowy turniej French Open rozpoczęła od pokonania Szachar Pe’er 6:1, 6:1 w pierwszej rundzie. W kolejne spotkanie z Mallory Burdette zakończyło się triumfem Polki 6:2, 6:3. W trzeciej rundzie zwyciężyła z kwalifikantką Dinah Pfizenmaier 6:3, 6:4. Mecz o ćwierćfinał przeciwko Anie Ivanović zakończył się wynikiem 6:2, 6:4. W ćwierćfinale zmierzyła się z Sarą Errani, której uległa 4:6, 6:7(6).
Okres gry na kortach trawiastych rozpoczęła od udziału w turnieju w Eastbourne. Jako najwyżej rozstawiona odpadła w pierwszej rundzie po porażce z kwalifikantką Jamie Hampton 6:7(2), 2:6. Na Wimbledonie osiągnęła półfinał zawodów singlowych. W pierwszej rundzie turnieju zwyciężyła z kwalifikantką Yvonne Meusburger 6:1, 6:1, a następnie pokonała Mathilde Johansson 6:1, 6:3. W kolejnym meczu wygrała z Madison Keys 7:5, 4:6, 6:3. W meczu o ćwierćfinał triumfowała nad Cwetaną Pironkową 4:6, 6:3, 6:3. W spotkaniu następnej rundy pokonała Chinkę Li Na 7:6(5), 4:6, 6:2, rewanżując się za przegraną w tej samej fazie zawodów w Melbourne. W meczu półfinałowym uległa Sabine Lisicki 4:6, 6:2, 7:9, przez co nie zdołała obronić punktów za finał poprzedniej edycji rywalizacji.
Występy w US Open Series rozpoczęła od udziału w zawodach w Stanfordzie, gdzie, jako najwyżej rozstawiona, awansowała do finału, eliminując po drodze Francescę Schiavone 6:4, 6:3, Varvarę Lepczenko 7:6(2), 3:6, 6:3 i Jamie Hampton 6:3, 6:2, w którym uległa Dominice Cibulkovej 6:3, 4:6, 4:6. Kolejnym startem Polki był turniej w Carlsbadzie, gdzie przegrała w ćwierćfinale z Samanthą Stosur 5:7, 6:2, 3:6. W Toronto osiągnęła półfinał. Przegrała w nim z Sereną Williams wynikiem 6:7(3), 4:6. W Cincinnati awansowała do ćwierćfinału, w którym miała się zmierzyć z Li Na. Mecz ten poddała jednak walkowerem, gdyż postanowiła wrócić do kraju na pogrzeb swojego dziadka. Na US Open Polka osiągnęła czwartą rundę zawodów, pokonując kolejno Sílvię Soler Espinosę 6:1, 6:2, Maríę-Teresę Torró-Flor 6:0, 7:5 i Anastasiję Pawluczenkową 6:4, 7:6(1). W spotkaniu o ćwierćfinał przegrała z Jekatieriną Makarową 6:4, 6:4, przegrywając od stanu 4:0 w pierwszym secie 8 kolejnych gemów.
Następnie jako najwyżej rozstawiona wzięła udział w zawodach rangi WTA International w Seulu. Do finału awansowała bez straty seta, przegrywając jedynie jedenaście gemów. W meczu mistrzowskim wygrała z Pawluczenkową 6:7(6), 6:3, 6:4, osiągając trzynasty tytuł singlowy w karierze. Zawody w Tokio rozpoczęła od dwóch zwycięstw. W ćwierćfinale uległa Angelique Kerber 4:6, 4:6. W kolejnym turnieju WTA Premier Mandatory w Pekinie dotarła do półfinału, pokonując m.in. Angelique Kerber 7:6(7), 6:4 w meczu ćwierćfinałowym. W półfinale przegrała z Sereną Williams w dwóch setach po 2:6.
W rozgrywkach WTA Tour Championships w Stambule przegrała wszystkie mecze fazy grupowej (z Williams, Kvitovą i Kerber), nie zdobywając seta. Sezon zakończyła na piątym miejscu w rankingu singlowym WTA Tour.

### 2014

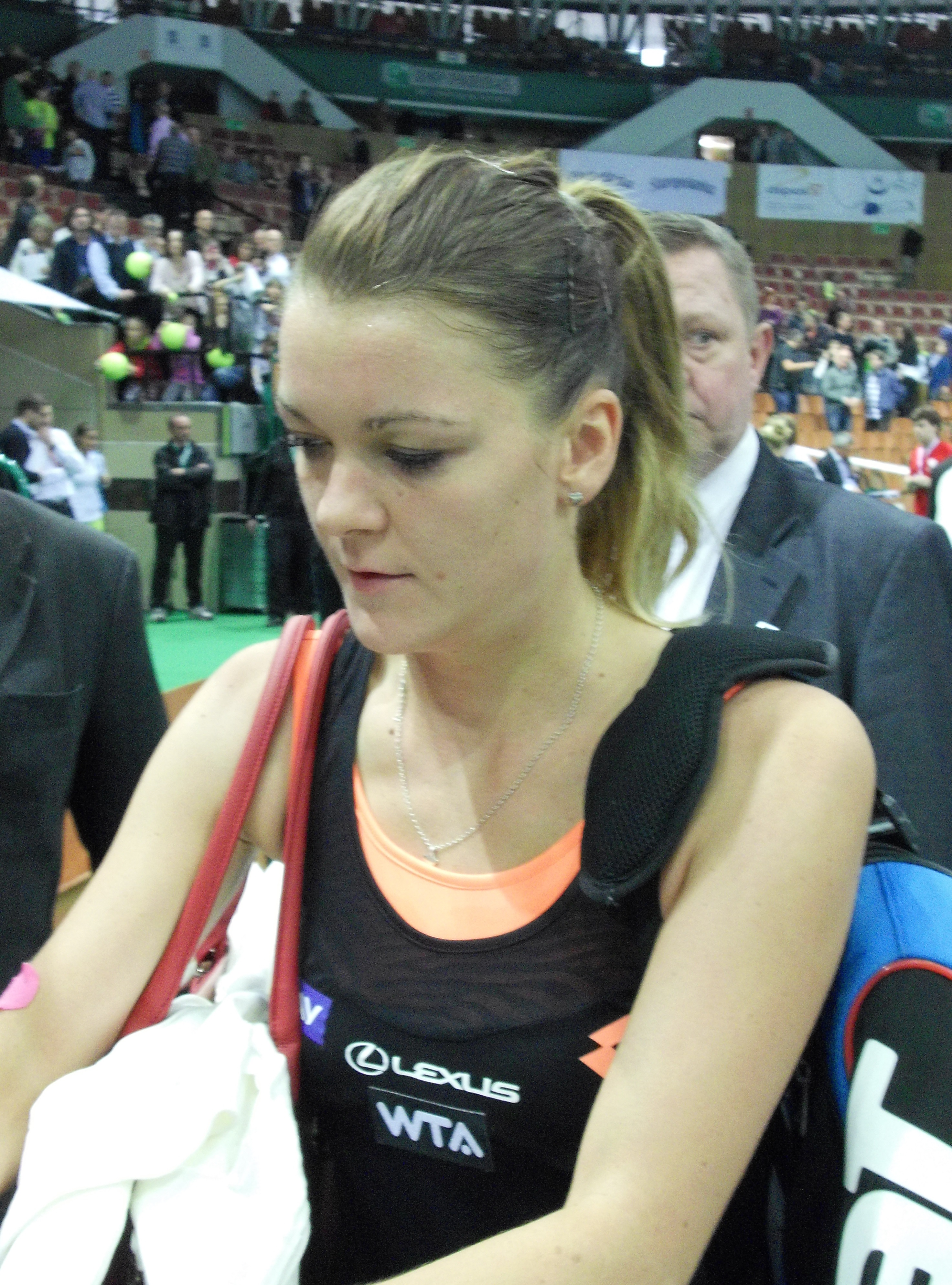
Radwańska podczas turnieju w Katowicach

Rozpoczęła sezon 2014 od udziału razem z Grzegorzem Panfilem w rozgrywkach Pucharu Hopmana. Reprezentanci Polski wygrali wszystkie mecze fazy grupowej, a w finale ulegli Francuzom wynikiem 2-1. W Sydney przegrała w pierwszym meczu z Bethanie Mattek-Sands 5:7, 2:6. Udział w Australian Open rozpoczęła od pokonania Juliji Putincewej 6:0, 5:7, 6:2. W drugiej rundzie pokonała Wolhę Hawarcową wynikiem 6:0, 7:5. W następnym spotkaniu okazała się lepsza od rozstawionej Anastasiji Pawluczenkowej, wygrywając 5:7, 6:2, 6:2. W meczu czwartej rundy pokonała Garbiñe Muguruzę 6:1, 6:3. W pojedynku ćwierćfinałowym triumfowała nad obrończynią tytułu Wiktoryją Azaranką 6:1, 5:7, 6:0, dzięki czemu po raz pierwszy w karierze awansowała do półfinału tej imprezy. W meczu o finał przegrała z Dominiką Cibulkovą 1:6, 2:6. Po Australian Open powróciła na 3. miejsce w rankingu WTA. W lutym, wygrywając dwa pojedynki singlowe i jeden deblowy (wraz z Alicją Rosolską), zapewniła Polsce zwycięstwo ze Szwecją w Grupie Światowej II w Pucharze Federacji.
Do turnieju w Dosze przystąpiła jako rozstawiona z numerem 2., w związku z czym rywalizację rozpoczęła od drugiej rundy, w której pokonała Soranę Cîrsteę 7:5, 6:0. W kolejnym meczu zwyciężyła po kreczu Mirjany Lučić-Baroni przy stanie 6:4, 0:1. W ćwierćfinale pokonała Yaninę Wickmayer 6:2, 6:1, natomiast w spotkaniu półfinałowym uległa Simonie Halep 7:5, 6:2. W Dubaju w swoim pierwszym meczu przegrała z Flavią Pennettą 4:6. 1:6.
W marcu brała udział w rozgrywkach rangi WTA Premier Mandatory w Indian Wells i Miami. W pierwszym z turniejów w początkowych fazach pokonała Heather Watson (6:4, 6:3), Annikę Beck (6:0, 6:0) i Alizé Cornet (7:5, 6:3). W ćwierćfinale wygrała z Jeleną Janković 7:5, 2:6, 6:4, a w półfinale okazała się lepsza od Halep, którą pokonała 6:3, 6:4. W finale ponownie uległa Pennetcie, tym razem wynikiem 2:6, 1:6. Na kortach Tennis Center at Crandon Park pokonała Rominę Oprandi 6:0, 6:4, następnie Jelenę Wiesninę 7:5, 6:3 i Elinę Switolinę 7:6(5), 5:7, 6:2. W ćwierćfinale uległa Dominice Cibulkovej 6:3, 6:7(5), 3:6, nie wykorzystując trzech piłek meczowych.
W Katowicach w pierwszej rundzie pokonała Kristýnę Plíškovą 6:3, 6:2, a w kolejnym spotkaniu Francescę Schiavone 6:4, 6:3. W meczu ćwierćfinałowym triumfowała nad Yvonne Meusburger 6:4, 6:1. W półfinale przegrała z Cornet 6:0, 2:6, 4:6. W ramach baraży o Grupę Światową Fed Cup wygrała dwa mecze singlowe i jeden deblowy przeciwko reprezentantkom Hiszpanii, dzięki czemu Polska awansowała do Grupy Światowej Pucharu Federacji 2015.
Okres gry na nawierzchni ceglanej rozpoczęła od zawodów w Stuttgarcie. Jako najwyżej rozstawiona rozgrywki rozpoczęła od drugiej rundy. W niej pokonała Robertę Vinci 6:3, 6:2. W ćwierćfinale przegrała z późniejszą mistrzynią Mariją Szarapową 4:6, 3:6. Turniej w Madrycie rozpoczęła od zwycięstw nad nierozstawionymi Eugenie Bouchard, Swietłaną Kuzniecową i Robertą Vinci. W ćwierćfinale wygrała z Caroline Garcią 6:4, 4:6, 6:4. W meczu o finał ponownie poniosła porażkę w meczu z Szarapową, tym razem wynikiem 1:6, 4:6. W Rzymie triumfowała nad Paulą Ormaecheą i Francescą Schiavone, w obu przypadkach spotkaniach straciła pięć gemów. W meczu ćwierćfinałowym uległa Jelenie Janković, przegrywając 4:6, 4:6. Na French Open pokonała Zhang Shuai 6:3, 6:0 i Karolínę Plíškovą 6:3, 6:4. W trzeciej rundzie przegrała z Ajlą Tomljanović 4:6, 4:6.
Okres sezonu na kortach trawiastych rozpoczęła od turnieju w Eastbourne. Po raz trzeci z rzędu zakończyła udział na I rundzie. Tym razem przegrała z Anastasiją Pawluczenkową 4:6, 6:3, 6:7(4). Udział w Wimbledonie zaczęła od zwycięstwa 6:2, 6:1 nad kwalifikantką Andreeą Mitu. W kolejnej rundzie wygrała z Casey Dellacqua 6:4, 6:0. W trzecim spotkaniu pokonała inną kwalifikantkę Michelle Larcher de Brito 6:2, 6:0. W meczu czwartej rundy uległa Jekatierinie Makarowej 3:6, 0:6.
Udział w US Open Series rozpoczęła od porażki w drugiej rundzie zawodów w Stanfordzie z Varvarą Lepchenko 3:6, 6:3, 4:6. W Montrealu pokonała Barborę Záhlavovą-Strýcovą 6:4, 6:4 w meczu drugiej rundy, natomiast w kolejnym spotkaniu zwyciężyła z Sabine Lisicki 6:1, 3:6, 6:3. W pojedynku ćwierćfinałowym wygrała 6:2, 6:2 z Wiktoryją Azaranką, a w półfinale pokonała Jekatierinę Makarową 7:6(1), 7:6(3). W meczu mistrzowskim triumfowała 6:4, 6:2 nad Venus Williams, osiągając tym samym czternaste karierowe zwycięstwo w grze pojedynczej. W Cincinnati pokonała w drugiej rundzie Kurumi Narę 6:2, 6:2, a w następnym meczu wygrała z Sabine Lisicki 6:1, 6:1. W ćwierćfinale uległa Caroline Wozniacki 4:6, 6:7(5). Udział w US Open rozpoczęła od zwycięstwa z Sharon Fichman 6:1, 6:0. W drugiej rundzie przegrała z Peng Shuai 3:6, 4:6.
Okres gry w Azji rozpoczęła od turnieju w Seulu. W pierwszej rundzie pokonała Polonę Hercog 6:3, 6:3, a w kolejnej zwyciężyła Chanelle Scheepers, nie tracąc gema. W ćwierćfinale uległa Varvarze Lepchenko 7:6(4), 2:6, 2:6. Następnie wystąpiła w turnieju w Wuhanie, gdzie odpadła w pierwszym meczu, przegrywając z Caroline Garcią 6:3, 6:7(4), 6:7(7). W zawodach WTA Premier Mandatory w Pekinie w pierwszej rundzie pokonała Coco Vandeweghe 6:4, 6:3, a w meczu drugiej rundy przegrała z Robertą Vinci 4:6, 4:6.
W rozgrywkach WTA Finals w Singapurze wygrała wynikiem 6:2, 6:3 mecz fazy grupowej z Kvitovą oraz przegrała 5:7, 3:6 z Wozniacki i 5:7, 7:6(4), 2:6 z Szarapową. W półfinale uległa Simonie Halep 2:6, 2:6. Sezon zakończyła na szóstym miejscu w rankingu singlowym WTA Tour.
W grudniu poinformowała, że do jej sztabu szkoleniowego dołączyła Martina Navrátilová.

### 2015
Sezon 2015 rozpoczęła od udziału razem z Jerzym Janowiczem w rozgrywkach Pucharu Hopmana. W fazie grupowej reprezentanci Polski wygrali dwa mecze – 3:0 z Australią i 2:1 z Wielką Brytanią; trzeci mecz z Francuzami Alizé Cornet i Benoît Paire rozpoczął się od porażki Radwańskiej z Cornet w trzech setach 4:6, 6:2, 5:7. W drugiej rundzie Janowicz pokonał Paire’a 6:4, 7:6 (8-6), co zagwarantowało Polakom grę w finale. Na deblowe spotkanie z parą francuską Polacy wyszli na kort; wygrali pierwszego seta 6:4 by następnie skreczować chcąc zachować siły na finał. Tam czekał ich pojedynek z Sereną Williams i Johnem Isnerem. W pierwszej rundzie Radwańska wygrała z Williams 6:4, 6:7(3), 6:1; w drugiej Janowicz uległ Isnerowi 6:7(10), 4:6. W decydującym mikście Polacy zwyciężyli 7:5, 6:3. Polska została 13. krajem w historii triumfującym w Pucharze Hopmana, który uważa się za nieoficjalne mistrzostwa świata par mieszanych. Kolejnym turniejem, w którym wzięła udział Agnieszka Radwańska, były zawody w Sydney. W pierwszej rundzie wygrała z Alizé Cornet 6:3, 6:2, natomiast w drugim meczu uległa Garbiñe Muguruzie 6:3, 6:7(4), 2:6. W Australian Open rozstawiona z numerem 6. pokonała w pierwszej rundzie Kurumi Narę 6:3, 6:0. W kolejnym, trwającym zaledwie 44 minuty meczu zdominowała Johannę Larsson łatwo wygrywając 6:0, 6:1. W trzeciej rundzie zmierzyła się z Varvarą Lepchenko, odnosząc zwycięstwo wynikiem 6:0, 7:5. Następnie uległa Venus Williams 3:6, 6:2, 1:6. Po pierwszym turnieju wielkoszlemowym spadła w rankingu WTA Tour na 8. miejsce. W dniach 8–9 lutego wzięła udział w odbywającym się w Krakowie spotkaniu I rundy Grupy Światowej Pucharu Federacji z Rosjankami. Agnieszka Radwańska uległa Swietłanie Kuzniecowej 4:6, 6:2, 2:6, a w całym meczu Polki przegrały 0–4.
Kolejnym turniejem Radwańskiej były zawody w Dubaju, które rozpoczęła od triumfu w drugiej rundzie nad Caroline Garcią 6:3, 2:6, 6:3. W kolejnym meczu przegrała z Garbiñe Muguruzą 4:6, 2:6. W Dosze Polka wygrała w drugiej rundzie z Flavią Pennettą 6:1, 6:1. W swoim pierwszym ćwierćfinale w sezonie przegrała z Venus Williams 4:6, 6:1, 3:6. W rozgrywkach w Indian Wells w drugiej rundzie pokonała Alison Riske 6:3, 6:1, zaś w trzeciej uległa Heather Watson 4:6, 4:6. W Miami wygrała z Anną Schmiedlovą 6:4, 7:5 i Iriną-Camelią Begu 6:2, 4:6, 6:2. W czwartej rundzie przegrała 7:5, 0:6, 4:6 z Carlą Suárez Navarro. W Katowicach, tak jak rok wcześniej, osiągnęła półfinał, pokonując dwie Belgijki: Yaninę Wickmayer i An-Sophie Mestach, a także Klárę Koukalovą. W meczu o finał Polka uległa Camili Giorgi 4:6, 2:6. Podczas barażu o Grupę Światową pokonała Martinę Hingis, zaś dwukrotnie uległa Timei Bacsinszky – najpierw w singlu, a następnie razem z Alicją Rosolską w meczu gry podwójnej przeciwko deblowi Bacsinszky–Golubic. Po tej porażce drużyna spadła do Grupy Światowej II.
W marcu rozpoczął działalność polski fan club wspierający tenisistkę, a w połowie roku Radwańska udzieliła mu autoryzacji.

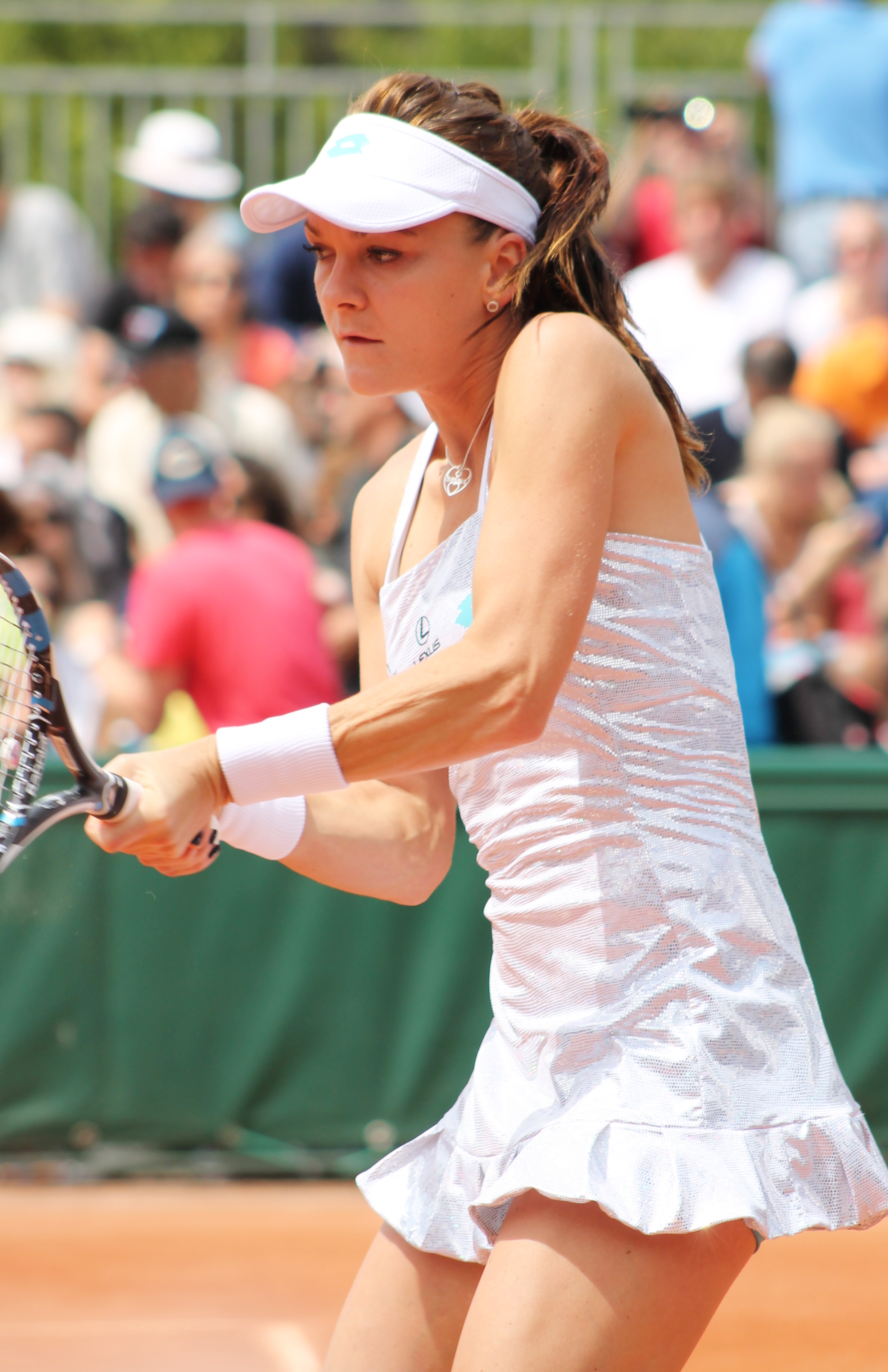
Radwańska na Roland Garros, 25 maja 2015

Okres gry na kortach ceglanych rozpoczęła od porażki 6:7(8), 4:6 z Sarą Errani w pierwszej rundzie w Stuttgarcie. W kwietniu ze sztabu trenerskiego Radwańskiej odeszła Martina Navrátilová. W Madrycie tenisistka pokonała Larę Arruabarrenę oraz Casey Dellacquę, by w kolejnym meczu przegrać z Caroline Wozniacki 3:6, 2:6. Na French Open rozstawiona z numerem 14. uległa w swoim pierwszym meczu Annice Beck 2:6, 6:3, 1:6.

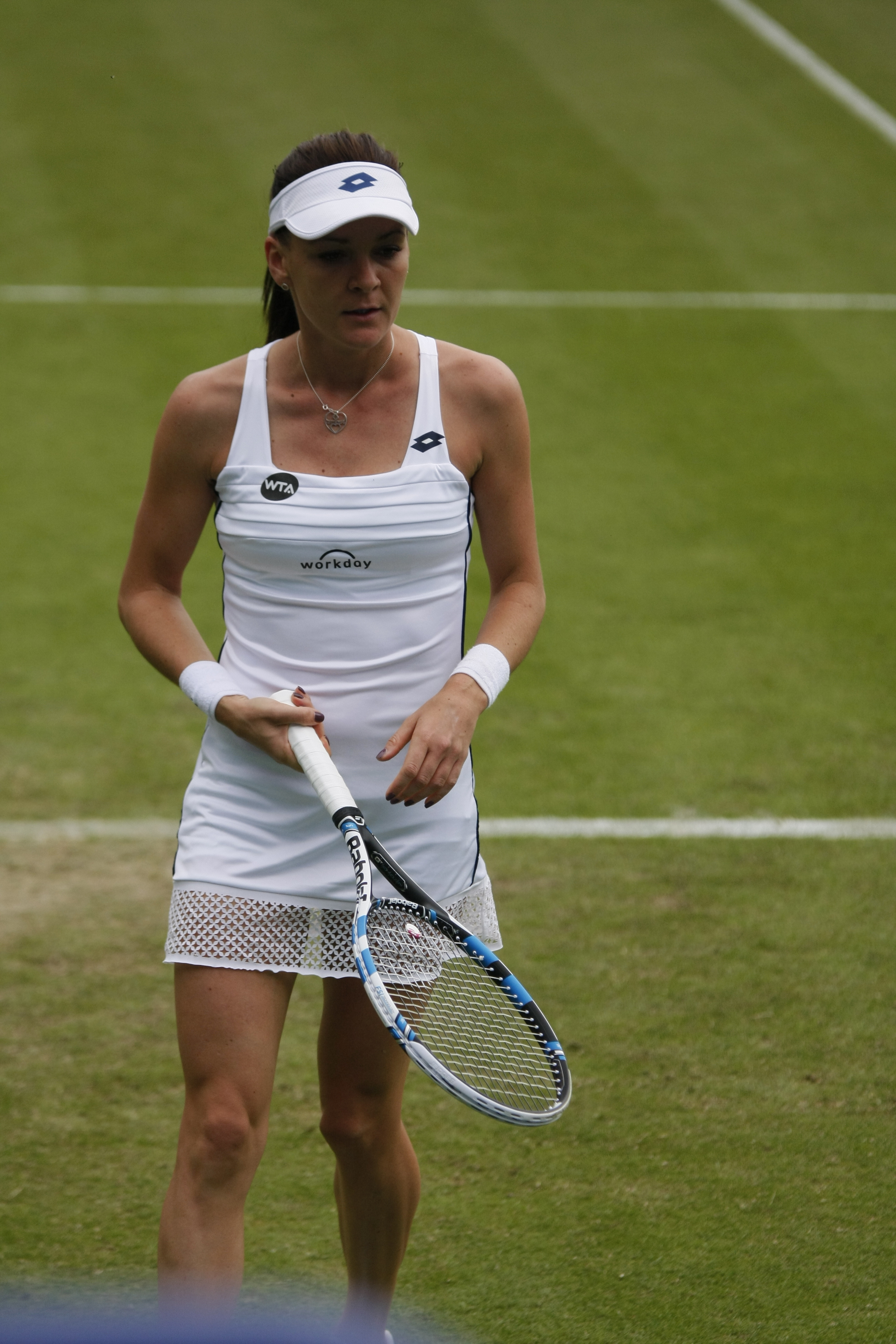
Radwańska na turnieju w Eastbourne, czerwiec 2015

Rozgrywki na nawierzchni trawiastej zainaugurowała półfinałem osiągniętym w Nottingham, gdzie pokonała Ałłę Kudriawcewą, Christinę McHale i Lauren Davis, nie tracąc w żadnym meczu więcej niż czterech gemów. W spotkaniu o finał nie sprostała Monice Niculescu, ulegając 7:5, 4:6, 4:6. W Eastbourne zwyciężyła Irinę Falconi, wyżej rozstawioną Karolínę Plíškovą oraz Cwetanę Pironkową, a w półfinale Sloane Stephens. W finale przegrała z Belindą Bencic 4:6, 6:4, 0:6. Na Wimbledonie w pierwszej rundzie turnieju zwyciężyła z Lucie Hradecką 6:3, 6:2, a następnie pokonała Ajlę Tomljanović 6:0, 6:2. W kolejnym meczu wygrała z Casey Dellacquą 6:1, 6:4. W meczu o ćwierćfinał triumfowała nad pogromczynią obrończyni tytułu – Jeleną Janković – 7:5, 6:4. W spotkaniu następnej rundy pokonała Madison Keys 7:6(3), 3:6, 6:3, osiągając tym samym trzeci półfinał na kortach All England Lawn Tennis and Croquet Club. W meczu półfinałowym ponownie przegrała z Garbiñe Muguruzą 2:6, 6:3, 3:6.
Udział w US Open Series przygotowującym do ostatniego w sezonie turnieju wielkoszlemowego rozpoczęła w Stanfordzie. Na inaugurację wygrała z Misaki Doi 1:6, 6:2, 6:0. W ćwierćfinale uległa Angelique Kerber 6:4, 4:6, 4:6. Turniej w Toronto zaczęła od zwycięstwa nad Julią Görges 7:5, 6:3. W walce o ćwierćfinał pokonała Alizé Cornet 6:2, 4:6, 6:4. W kolejnej fazie nie sprostała Simonie Halep, przegrywając 6:0, 3:6, 1:6. Następny tydzień w turnieju w Cincinnati zakończyła na pierwszej rundzie. W ostatnich zawodach cyklu w Connecticut Polka doszła do ćwierćfinału, w którym uległa Petrze Kvitovej. W wielkoszlemowym US Open pokonała w pierwszej rundzie Kateřinę Siniakovą 6:2, 6:3 i w drugiej rundzie Magdę Linette 6:3, 6:2, by zakończyć udział w turnieju po przegranej w trzeciej rundzie z Madison Keys 3:6, 2:6.
Okres gry na kortach w Azji zainaugurowała zwycięstwem w zawodach WTA Premier w Tokio. W turnieju pokonała, nie tracąc ani jednego seta, m.in. Karolínę Plíškovą, Dominikę Cibulkovą, a w finale wynikiem 6:2, 6:2 Belindę Bencic. Dzięki temu awansowała w rankingu WTA Tour na 7. miejsce. Na przełomie września i października Polka brała udział w turnieju rangi WTA Premier 5 w Wuhanie, gdzie w pierwszym meczu uległa Venus Williams 1:6, 6:7(4). Następnie rywalizowała w turnieju WTA Premier Mandatory w Pekinie. W rozgrywkach pokonała dwie zawodniczki amerykańskie (Coco Vandeweghe i Madison Keys; obie po kreczu przy stanie 6:3, 0:0) oraz dwie Niemki (Monę Barthel 4:6, 6:1, 6:4 i Angelique Kerber 6:1, 6:4). W półfinale nie sprostała jednak Garbiñe Muguruzie, przegrywając 6:4, 3:6, 4:6. W Tiencinie zdobyła 16. tytuł w karierze po półfinałowym zwycięstwie 6:3, 6:1 nad Karolíną Plíškovą i finałowym triumfie 6:1, 6:2 z Danką Kovinić. Tym samym zapewniła sobie udział w kończącym sezon turnieju w Singapurze i zrezygnowała z gry w Moskwie, gdzie otrzymała dziką kartę.
W fazie grupowej WTA Finals przegrała z Mariją Szarapową 6:4, 3:6, 4:6 i Flavią Pennettą 6:7(5), 4:6, lecz pokonanie Simony Halep 7:6(5), 6:1 zapewniło jej drugie miejsce w grupie i awans do półfinału. Zmierzyła się w nim z Garbiñe Muguruzą, z którą wygrała w trzech setach 6:7(5), 6:3, 7:5. W finale pokonała Petrę Kvitovą 6:2, 4:6, 6:3, odnosząc pierwszy w karierze triumf w Turnieju Mistrzyń.
Sezon 2015 zakończyła na piątym miejscu w rankingu singlowym WTA Tour. Zajęła też trzecie miejsce w 81. Plebiscycie Przegląd Sportowy na najlepszego polskiego sportowca roku.

### 2016
Zaczęła sezon od startu w Shenzhen, pokonując Aleksandrę Krunić, Zhang Shuai oraz Wang Qiang, Annę-Lenę Friedsam, by w ostatnim spotkaniu o tytuł wygrać z Alison Riske 6:3, 6:2, zdobywając 18. tytuł w karierze. Dzięki zwycięstwu krakowianka awansowała z piątego na czwarte miejsce w rankingu WTA Tour, spychając z niego Mariję Szarapową, zostając w ten sposób rozstawioną z numerem 4. na Australian Open. Z udziału w Sydney wycofała się. W pierwszym w sezonie turnieju wielkoszlemowym dotarła do półfinału, eliminując Christinę McHale 6:3, 6:2, Eugenie Bouchard 6:4, 6:2, Mónikę Puig 6:4, 6:0, a w czwartej rundzie Annę-Lenę Friedsam 6:7(6), 6:1, 7:5, przegrywając w trzecim secie 2:5. W ćwierćfinale pokonała Carlę Suárez Navarro 6:1, 6:3, zaś w meczu o finał musiała uznać wyższość turniejowej jedynki Sereny Williams. Mecz zakończył się porażką Polki 0:6, 4:6.
Następnie wystąpiła w turnieju w Dosze, gdzie pokonała m.in. Monikę Niculescu 7:5, 6:1 i Robertę Vinci 3:6, 6:2, 6:3. W półfinale rywalką była Suárez Navarro, późniejsza zwyciężczyni turnieju. Hiszpanka miała w kalendarzu jeszcze mecz gry podwójnej; z tego względu półfinał z jej udziałem musiał odbyć się jako pierwszy. Radwańska miała najmniej czasu na regenerację z wszystkich półfinalistek (poprzednie spotkanie zakończyło się już po północy czasu miejscowego), co istotnie wpłynęło na przebieg spotkania – Polka wyraźnie przegrała 2:6, 0:6. W Indian Wells zwyciężyła w swoim pierwszym meczu z Dominiką Cibulkovą 6:3, 3:6, 7:5. Następnie pokonała Niculescu 6:2, 6:1 oraz Jelenę Janković 6:3, 6:3 i Petrę Kvitovą 6:2, 7:6(3). W półfinale ponownie lepsza okazała się Serena Williams. W Miami pokonała Alizé Cornet 6:0, 6:1 i Madison Brengle 6:3, 6:2. Turniej zakończyła na czwartej rundzie, przegrywając z Timeą Bacsinszky 6:2, 4:6, 2:6. Z powodu przewlekłego zapalenia barku zrezygnowała z udziału w turnieju w Katowicach i barażu o utrzymanie w II grupie światowej Fed Cup.
Okres gry na nawierzchni ceglanej zainaugurowała w Stuttgarcie, będąc rozstawioną z 1. numerem, gdzie po pokonaniu Andrei Petković 1:6, 6:1, 6:2 i Karolíny Plíškovej 6:2, 7:6(8) w półfinale przegrała z kwalifikantką Laurą Siegemund 4:6, 2:6. Jako najwyżej rozstawiona przegrała w pierwszej rundzie w Madrycie z Dominiką Cibulkovą 4:6, 7:6(3), 3:6. Na French Open zwyciężyła w swoim pierwszym meczu z Bojaną Jovanovski 6:0, 6:2. Następnie pokonała Caroline Garcia 6:2, 6:4 i Barborę Strýcovą 6:2, 6:7(6), 6:2. W czwartej rundzie uległa Cwetanie Pironkowej 6:2, 3:6, 3:6. Niedzielny pojedynek był kilkakrotnie przerywany przez opady deszczu; ostatecznie został przełożony dopiero na wtorek. Po powrocie na kort Radwańska nie potrafiła przyzwyczaić się do nasiąkniętej wodą mączki i przegrała sześć kolejnych gemów. Po drugim secie mecz ponownie został przerwany, tym razem na dwie godziny. W trzecim secie Polka zdołała wygrać trzy gemy, ale Pironkowa, która wyeliminowała niewymuszone błędy popełniane w niedzielę, odwróciła losy meczu i awansowała po raz pierwszy do ćwierćfinału French Open.

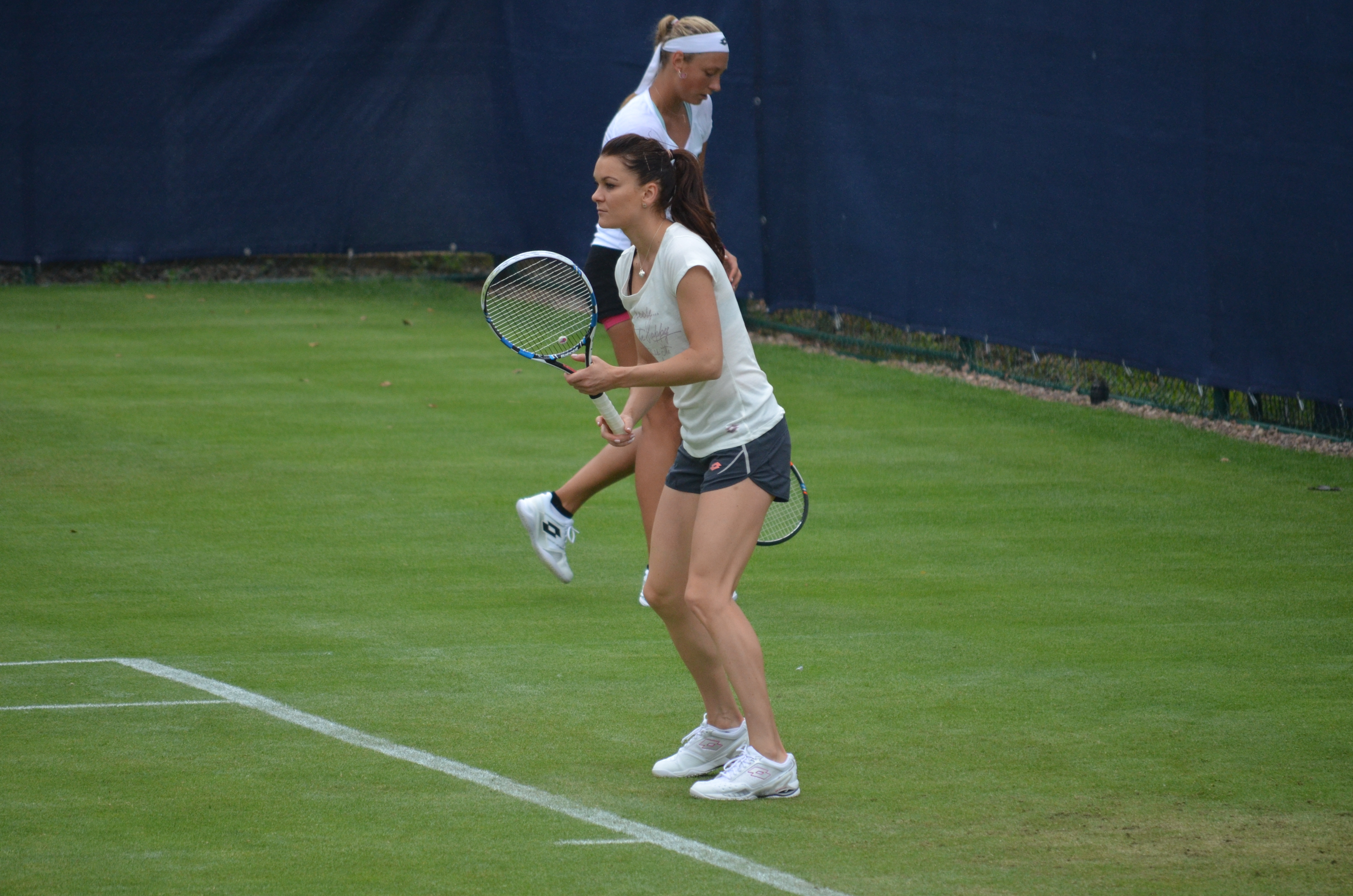
Radwańska podczas treningu na kortach w Birmingham, 11 czerwca 2016

Pierwszym turniejem Radwańskiej rozgrywanym na nawierzchni trawiastej w tym sezonie były zawody w Birmingham. W pierwszej rundzie trafiła na będącą w dobrej dyspozycji Coco Vandeweghe, która tydzień wcześniej triumfowała w Ricoh Open w ’s-Hertogenbosch. Przy stanie 4:4 w pierwszym secie zawodniczki musiały opuścić kort z powodu opadów deszczu. Mecz został wznowiony kolejnego dnia, ale brytyjska aura znów dała o sobie znać, przez co rozpoczęcie meczu znacznie się opóźniło. Przez opady w trakcie drugiego seta kort ponownie musiał zostać zakryty. Kilkakrotne przerwy w meczu wybiły z rytmu obie zawodniczki – po powrocie na kort Polka przełamała Amerykankę, a set ostatecznie zakończył się zwycięstwem Radwańskiej. W dziewiątym gemie trzeciego seta Polka nie obroniła piłki meczowej; spotkanie zakończyło się porażką Radwańskiej 5:7, 6:4, 3:6. W Eastbourne wygrała dwa mecze – po kreczu Mirjany Lučić-Baroni przy stanie 6:4, 2:1 oraz Eugenie Bouchard 6:3, 6:3, ale w ćwierćfinale ponownie lepsza okazała się Dominika Cibulková, z którą Radwańska tym razem przegrała 6:4, 6:7(2), 3:6. Przy prowadzeniu Radwańskiej 3:2 w drugim secie mecz został przerwany z powodu opadów deszczu. Kolejnego dnia Słowaczka prezentowała się znacznie lepiej na korcie niż Polka. W trzecim secie Cibulková przełamała Radwańską i objęła prowadzenie 4:3. Od tamtego momentu Polka nie wygrała już gema. Radwańska przegrała spotkanie, będąc zmuszona zejść z kortu z prowadzeniem. Na Wimbledonie pokonała w pierwszej rundzie Katerynę Kozłową 6:2, 6:1. W kolejnym meczu wygrała z Aną Konjuh 6:2, 4:6, 9:7, broniąc trzech piłek meczowych. Przy stanie 7:7 w decydującym secie Chorwatka doznała kontuzji kostki, pechowo stając na piłce. Mimo dogrania meczu do końca nie była już w stanie stawić czoła Polce. W trzeciej rundzie zmierzyła się z Kateřiną Siniakovą, odnosząc zwycięstwo wynikiem 6:3, 6:1. Pogromczynią Radwańskiej w czwartej rundzie ponownie okazała się Słowaczka. Polka przegrała to spotkanie z Dominiką Cibulkową 3:6, 7:5, 7:9, nie wykorzystując piłki meczowej.
Cykl zawodów US Open Series miała rozpocząć od udziału w turnieju w Stanfordzie, wycofała się z powodu kontuzji prawej ręki. W Montrealu wygrała z Monicą Niculescu 6:1, 7:5, w trzeciej rundzie okazała się lepsza Anastasija Pawluczenkowa, wygrywając 4:6, 7:6(4), 1:6. Tydzień później na Igrzyskach Olimpijskich w Rio de Janeiro przegrała w pierwszej rundzie gry pojedynczej ze Zheng Saisai 4:6, 5:7. Szybkie pożegnanie się z turniejem olimpijskim w singlu tłumaczyła trzydniową podróżą i przeziębieniem. 5 dni później w grze mieszanej w parze z Łukaszem Kubotem ulegli w pierwszej rundzie rumuńskiej parze Irina-Camelia Begu–Horia Tecău wynikiem 6:4, 6:7(1), 8–10. Polacy prowadzili w spotkaniu 6:4, 5:4, ale Rumuni zdołali doprowadzić do tie-breaka i wygrali drugiego seta. W decydującym super tie-breaku Polacy prowadzili do stanu 6:5, jednak kolejne trzy wymiany należały do pary rumuńskiej. Radwańska i Kubot zdołali wywalczyć jeszcze dwa punkty, jednak Begu i Tecău nie dali sobie wydrzeć zwycięstwa i wygrali decydującą partię 10–8.
Po turnieju olimpijskim wzięła udział zawodach w Cincinnati, gdzie w pierwszym meczu pokonała Andreę Petković 6:0, 6:1, a w drugiej rundzie Johannę Kontę 6:7(1), 6:4, 6:0. W ćwierćfinale przegrała z Simoną Halep 5:7, 1:6. Do turnieju w New Haven przystąpiła jako najwyżej rozstawiona. W drugiej rundzie wygrała z Jeļeną Ostapenko 7:5, 6:1, w ćwierćfinale pokonała Kirsten Flipkens 6:1, 6:4, natomiast w spotkaniu półfinałowym okazała się lepsza od Petry Kvitovej 6:1, 6:1. W meczu o mistrzostwo spotkała się z Eliną Switoliną. W pierwszym secie Polka dominowała na korcie. Dzięki wygranym 20 punktom z pierwszych 27 punktów meczu, szybko wyszła na prowadzenie 5-0. Pierwszy set zakończył się już po 29 minutach z wynikiem 6:1. Drugi set był znacznie bardziej wyrównany; obie zawodniczki trzykrotnie wzajemnie się przełamywały. Mecz rozstrzygnął się w tie-breaku. Dzięki zdobytym pięciu punktom z rzędu Radwańska zwyciężyła go 7–3, a cały mecz 6:1, 7:6(3). Ponadto w żadnym ze spotkań w New Haven nie przegrała seta. Był to 19. tytuł w karierze Radwańskiej i dzięki niemu triumfowała również w cyklu turniejów US Open Series. Na ostatnim turnieju wielkoszlemowym w sezonie US Open wygrała z amerykańską kwalifikantką Jessiką Pegula, oddając tylko dwa gemy w całym spotkaniu (6:1, 6:1). W następnym meczu zwyciężyła Naomi Broady 7:6(9), 6:3. W trzeciej rundzie pokonała Caroline Garcia 6:2, 6:3. Rywalizacje zakończyła na czwartej rundzie ulegając Anie Konjuh 4:6, 4:6.
Jesienne starty w Azji rozpoczęła od turnieju w Tokio, gdzie była rozstawiona z drugim numerem i broniła tytułu z ubiegłego roku. W II rundzie pokonała Barborę Strýcovą 6:3, 3:6, 7:5. W ćwierćfinale wygrała z mistrzynią olimpijską z Rio de Janeiro Mónicą Puig 6:2, 6:3. Dobrze dysponowana Polka zdobyła w tym spotkaniu 8 asów serwisowych, a po pierwszym podaniu wygrała 27 z 37 wymian. W półfinale przegrała z Caroliną Wozniacki: 6:4, 5:7, 4:6.
W ostatnim tygodniu września wzięła udział w turnieju Dongfeng Motor Wuhan Open, w którym zmagania rozpoczęła w II rundzie wygraną w meczu z Jekatieriną Makarową – 6:4, 6:1, a w 1/8 finału zrewanżowała się Carolinie Wozniacki, wygrywając z nią 6:4, 6:2. W ćwierćfinale przegrała ze Swietłaną Kuzniecową 6:1, 6:7(9), 4:6.
W październiku wzięła udział w turnieju China Open w Pekinie. W pierwszej rundzie pokonała Wang Qiang 6:2. 6:2. W drugiej rundzie wygrała z Jekatieriną Makarową 6:3, 6:4, a w 1/8 finału pokonała Carolinę Wozniacki z wynikiem 6:3, 6:1, a w ćwierćfinale pokonała Jarosławę Szwiedową 6:1, 6:2. W półfinale pokonała Elinę Switolinę 7:6(3), 6:3. W finale pokonała Johannę Kontę 6:4, 6:2 i wygrała swój 20. tytuł w karierze, nie przegrywając seta w całym turnieju. Było to trzecie zwycięstwo Radwańskiej w turnieju rangi WTA Premier Mandatory (poprzednio China Open w 2011 oraz Sony Ericsson Open w 2012 na kortach w Miami). Tym samym została czwartą zawodniczką, obok Sereny Williams, Wiktorii Azaranki i Marii Szarapowej, z co najmniej trzema tytułami w turniejach tej rangi. Po tym sukcesie przystąpiła do obrony zeszłorocznego tytułu na Tianjin Open. W 1/16 finału wygrała z Tatjaną Marią 6:1, 6:2; natomiast w 1/8 finału pokonała Jewgieniję Rodinę 6:1, 6:1, po czym wycofała się z turnieju z powodu urazu prawego uda.
W kończącym sezon turnieju WTA Finals – obrończyni tytułu z 2015 – została rozstawiona z numerem 2. W fazie grupowej przegrała mecz ze Swietłaną Kuzniecową (5:7, 6:1, 5:7), po czym zwyciężyła w spotkaniach z Garbiñe Muguruzą (7:6(1), 6:3) i Karolíną Plíškovą (7:5, 6:3), co zapewniło jej awans do półfinału, w którym uległa liderce rankingu Angelique Kerber – 2:6, 1:6.
Sezon 2016 zakończyła na trzecim miejscu w rankingu WTA.

### 2017
Na początku sezonu 2017 zmieniła firmę dostarczającą rakiety z francuskiego Babolata na japońskiego Srixona. Zaczęła grać specjalnie dla niej przygotowanym modelem Revo CV 3.0 „Aga”. Rozgrywki w sezonie 2017 rozpoczęła od walki o obronę tytułu w Shenzhen, gdzie została rozstawiona z numerem 1. W pierwszej rundzie pokonała (po obronie piłek meczowych) grającą z dziką kartą Duan Yingying 6:2, 6:7(4), 7:5, a następnie zwyciężyła z Soraną Cîrsteą 6:0, 6:3. W ćwierćfinale przegrała z Alison Riske 2:6, 6:3, 0:6. W Sydney Polka zwyciężyła Christinę McHale 7:6(1), 6:1, w ćwierćfinale Duan Yingying 6:3, 6:2, a w półfinale Barborę Strýcovą 6:1, 6:2. W finale przegrała z Johanną Kontą 4:6, 2:6. W pierwszym w sezonie turnieju wielkoszlemowym – Australian Open – została rozstawiona z numerem trzecim. W pierwszej rundzie wygrała z Cwetaną Pironkową 6:1, 4:6, 6:1. W kolejnym meczu przegrała z Mirjaną Lučić-Baroni 3:6, 2:6. Był to jej najsłabszy występ w Melbourne od 2009 roku.
Jej kolejnym turniejem były zawody w Dosze, gdzie przegrała w drugiej rundzie z Caroline Wozniacki 5:7, 3:6. Występ w Dubaju rozpoczęła od triumfu w drugiej rundzie nad Elise Mertens 6:3, 6:2, zaś w kolejnym meczu przegrała z Catherine Bellis 4:6, 6:2, 2:6.
W rozgrywkach w Indian Wells w drugiej rundzie pokonała Sara Sorribes Tormo 6:3, 6:4, natomiast w trzeciej uległa Peng Shuai 4:6, 4:6. W Miami wygrała z Wang Qiang 7:6(3), 6:1, a w kolejnym meczu przegrała z Mirjaną Lučić-Baroni 0:6, 3:6.
Po miesięcznej przerwie powróciła do rywalizacji, rozpoczynając okres gry na nawierzchni ceglanej od porażki 2:6, 4:6 z Jekatieriną Makarową w pierwszej rundzie w Stuttgarcie. Następnie wzięła udział turnieju charytatywnym Tie Break Tens w Madrycie – format zawodów polegał na rozgrywaniu wyłącznie meczów w tie-breaku, bez setów i gemów. W ćwierćfinale wygrała z Garbiñe Muguruzą 10–5, zdobywając dziewięć kolejnych punktów ze stanu 1–5. W półfinale przegrała ze Swietłaną Kuzniecową 6–10. Dzień później, po rozlosowaniu drabinki w Madrycie, gdzie miała się zmierzyć w pierwszej rundzie z Misaki Doi, wycofała się z turnieju z powodu kontuzji stopy.
Do rywalizacji wróciła na wielkoszlemowym French Open. W pierwszej rundzie pokonała posiadaczkę dzikiej karty Fionę Ferro 6:1, 6:1. W drugiej rundzie wygrała z Alison Van Uytvanck 6:7(3), 6:2, 6:3. Turniej zakończyła porażką w trzeciej rundzie z Alizé Cornet 2:6, 1:6.
Z uwagi na problemy zdrowotne sezon na kortach trawiastych rozpoczęła w Eastbourne, gdzie odpadła po swoim pierwszym meczu, przegrywając w II rundzie z Lauren Davis 6:7(1), 6:1. Następnie wzięła udział w Wimbledonie, w którym jako zawodniczka rozstawiona z numerem 9. dotarła do IV rundy rozgrywek. W pierwszej rundzie wygrała z Jeleną Janković 7:6(3), 6:0, w drugiej rundzie z Christiną McHale 5:7, 7:6(7), 6:3, a w trzeciej rundzie z Timeą Bacsinszky 3:6, 6:4, 6:1. Z mistrzostw wyeliminowała ją Swietłana Kuzniecowa, z którą Polka przegrała 1:6, 4:6.
W turnieju w Toronto w pierwszym meczu wygrała z Coco Vandeweghe 6:3, 6:2, w kolejnym spotkaniu pokonała Tímeę Babos 6:0, 6:1, by w trzeciej rundzie ulec Caroline Wozniacki 3:6, 1:6. Następnie w Cincinnati przegrała w swoim pierwszym meczu z Julią Görges 4:6, 4:6. W New Haven po zwycięstwach odniesionych nad Eugenie Bouchard (6:3, 7:5) i Peng Shuai (7:5, 6:3) uległa Darii Gawriłowej, przegrywając w półfinale 4:6, 4:6. W turnieju wielkoszlemowym US Open po pokonaniu Petry Martić 6:4, 7:6(3) i Julii Putincewej 7:5, 6:2 tenisistka zakończyła udział na trzeciej rundzie po porażce z Coco Vandeweghe 5:7, 6:4, 4:6.
Na turnieju w Wuhanie zanotowała zwycięstwo nad Magdaléną Rybárikovą 6:4, 7:5 oraz Julią Görges 7:5, 7:5, by w trzeciej rundzie przegrać z Ashleigh Barty 6:4, 0:6, 4:6. W Pekinie pokonała kolejno Carinę Witthöft 7:5, 6:3 oraz Zhang Shuai 7:5, 7:5, a w trzecim spotkaniu uległa Darii Kasatkinie 6:4, 5:7, 2:6. W ostatnim swoim turnieju w sezonie w Hongkongu w pierwszej rundzie pokonała Zhang Ling 6:1, 6:2, a następnie przegrała z Samanthą Stosur 6:3, 4:6, 0:6.

### 2018
Rozgrywki w sezonie 2018 rozpoczęła od udziału w zawodach w Auckland. W pierwszej rundzie pokonała Beatriz Haddad Maię 6:2, 4:6, 6:2, a w kolejnym spotkaniu wygrała z Taylor Townsend 6:3, 7:5. W meczu ćwierćfinałowym przegrała z Sachią Vickery 2:6, 2:6. Podobny rezultat osiągnęła w Sydney, wpierw wygrywając z Johanną Kontą 6:3, 7:5 i Catherine Bellis 7:6(4), 6:0. W kolejnej rundzie uległa natomiast Camili Giorgi 1:6, 2:6. Na Australian Open wygrała z Kristýną Plíškovą 2:6, 6:3, 6:2 oraz z Łesią Curenko 2:6, 7:5, 6:3. W trzeciej rundzie przegrała z Hsieh Su-wei 2:6, 5:7.
W kolejnym turnieju w Dosze zwyciężyła w pierwszym spotkaniu z Moną Barthel 3:6, 6:3, 7:5, zaś jej kolejny mecz z Petrą Kvitovą zakończył się porażką 7:6(3), 3:6, 4:6. W Dubaju w pierwszej rundzie przegrała z Darją Kasatkiną 5:7, 4:6. W zawodach w Indian Wells przegrała w drugiej rundzie z Naomi Ōsaką 3:6, 2:6. Kvitová i Ōsaka następnie triumfowały w całych zawodach, zaś Kasatkina osiągnęła finał w Dubaju i Indian Wells. W Miami przeszła przez drugą rundę, wygrywając 6:3, 7:6(4) z Alison Van Uytvanck. W następnym pojedynku wyeliminowała liderkę światowego rankingu, Simonę Halep, wygrywając z nią 3:6, 6:2, 6:3. W czwartej rundzie nie sprostała Wiktoryji Azarance, ulegając jej wynikiem 2:6, 2:6.
Podczas zawodów w Stambule skreczowała w spotkaniu pierwszej rundy przeciw Donnie Vekić przy stanie 1:6, 0:2. Po przerwie wystąpiła w Eastbourne, gdzie pokonała Tímeę Babos 6:3, 6:1, rozstawioną Darję Gawriłową 5:7, 7:6(4), 6:0 oraz w ćwierćfinale Jeļenę Ostapenko 6:2, 7:5; mecz trzeciej rundy z Kvitovą nie odbył się z powodu walkowera Czeszki. W półfinale Radwańska przegrała z Aryną Sabalenką 3:6, 6:1, 3:6. Na kortach Wimbledonu jako ostatnia rozstawiona zawodniczka zwyciężyła w pierwszym pojedynku z kwalifikantką Eleną-Gabrielą Ruse 6:3, 4:6, 7:5. W kolejnej rundzie uległa Lucie Šafářovej 5:7, 4:6.
W rozgrywanych w Cincinnati zawodach z cyklu US Open Series przegrała w pierwszym meczu z Karolíną Plíškovą 3:6, 3:6. Podobny rezultat zanotowała w New Haven, tym razem ulegając Kvitovej 1:6, 6:7(3). Podczas US Open nie sprostała w pierwszej rundzie Tatjanie Marii, kończąc spotkanie wynikiem 3:6, 3:6. Podczas zawodów w Seulu wygrała z Bethanie Mattek-Sands 6:4, 7:5, lecz w następnym pojedynku lepsza okazała się Irina-Camelia Begu, z którą Radwańska przegrała 4:6, 3:6.
Od momentu startu w Seulu nie trenowała, uskarżając się na problemy z prawą stopą. 14 listopada 2018 ogłosiła zakończenie kariery tenisowej.

## Po zakończeniu kariery tenisowej
W 2018 uruchomiła apartamentowiec „AGA Tenis Apartments” w Krakowie.
9 stycznia 2019 została ambasadorką dobrej woli UNICEF.
Wiosną 2019 w parze ze Stefano Terrazzino zajęła szóste miejsce w dziewiątej edycji programu rozrywkowego Polsatu Dancing with the Stars. Taniec z gwiazdami.
W lipcu 2022 wzięła udział w turnieju legend Wimbledonu w deblu wraz z Jeleną Janković. Zakończyły zmagania na fazie grupowej, bez awansu do finału imprezy.
W 2023 roku reprezentowała Polskę (grała w parze z Martą Domachowską, pozostałe pary to Zofia Piórkowska z Aleksandrą Rosolską i Hanna Albowicz z Julią Jagodzińską) w drużynowych mistrzostwach Europy w padlu. W meczu o brązowy medal Polska przegrała z Krajem Basków 0-3.

## Historia występów wielkoszlemowych
Legenda
     W, wygrany turniej
     F, przegrana w finale
     SF, przegrana w półfinale
     QF, przegrana w ćwierćfinale
     xR, przegrana w x rundzie
     Qx, przegrana w x rundzie kwalifikacji
     A, brak startu

### Występy w grze pojedynczej
| Turniej                    | 2004 | 2005 | 2006 | 2007 | 2008 | 2009 | 2010 | 2011 | 2012 | 2013 | 2014 | 2015 | 2016 | 2017 | 2018 | Tytuły | Z–P      |
| -------------------------- | ---- | ---- | ---- | ---- | ---- | ---- | ---- | ---- | ---- | ---- | ---- | ---- | ---- | ---- | ---- | ------ | -------- |
| Australian Open            | A    | A    | A    | 2R   | QF   | 1R   | 3R   | QF   | QF   | QF   | SF   | 4R   | SF   | 2R   | 3R   | 0 / 12 | 35 – 12  |
| French Open                | A    | A    | A    | 1R   | 4R   | 4R   | 2R   | 4R   | 3R   | QF   | 3R   | 1R   | 4R   | 3R   | A    | 0 / 11 | 23 – 11  |
| Wimbledon                  | A    | A    | 4RWC | 3R   | QF   | QF   | 4R   | 2R   | F    | SF   | 4R   | SF   | 4R   | 4R   | 2R   | 0 / 13 | 43 – 13  |
| US Open                    | A    | A    | 2R   | 4R   | 4R   | 2R   | 2R   | 2R   | 4R   | 4R   | 2R   | 3R   | 4R   | 3R   | 1R   | 0 / 13 | 24 – 13  |
| Zw.-Por. w Wielkim Szlemie | 0–0  | 0–0  | 4–2  | 6–4  | 14–4 | 8–4  | 7–4  | 9–4  | 15–4 | 16–4 | 11–4 | 10–4 | 14–4 | 8–4  | 3–1  | 0 / 49 | 125 – 49 |
| Ranking na koniec roku     | 941  | 381  | 57   | 26   | 10   | 10   | 14   | 8    | 4    | 5    | 6    | 5    | 3    | 28   | 75   |        |          |

### Występy w grze podwójnej
| Australian Open        | A   | A   | A   | 1RMD  | 1RMKr | 2RUR | SFMKi | 3RCY | 3RDH | A | A | A | A | A | A | 0 / 6  | 9 – 6   |  |  |  |  |  |  |  |  |  |  |
| French Open            | A   | A   | A   | 3RMKr | 1RUR  | QFUR | QFMKi | 1RDH | 2RAK | A | A | A | A | A | A | 0 / 6  | 9 – 6   |  |  |  |  |  |  |  |  |  |  |
| Wimbledon              | A   | A   | A   | 3RMKr | 2RMD  | 1RUR | 2RMKi | 3RDH | 3RUR | A | A | A | A | A | A | 0 / 6  | 8 – 6   |  |  |  |  |  |  |  |  |  |  |
| US Open                | A   | A   | A   | 2RMKr | 1RUR  | 1RUR | 3RMKi | SFDH | A    | A | A | A | A | A | A | 0 / 5  | 7 – 5   |  |  |  |  |  |  |  |  |  |  |
|                        |     |     |     |       |       |      |       |      |      |   |   |   |   |   |   |        |         |  |  |  |  |  |  |  |  |  |  |
| Ranking na koniec roku | 871 | 293 | 212 | 71    | 60    | 46   | 27    | 16   | 100  | – | – | – | – | – |   | 0 / 23 | 33 – 23 |  |  |  |  |  |  |  |  |  |  |

Partnerka (liczba wspólnych turniejów)
| MD  | Marta Domachowska (2)  |
| DH  | Daniela Hantuchová (4) |
| AK  | Angelique Kerber (1)   |
| MKi | Marija Kirilenko (4)   |
| MKr | Michaëlla Krajicek (4) |
| UR  | Urszula Radwańska (7)  |
| CY  | Chan Yung-jan (1)      |

### Występy w grze mieszanej
| Australian Open | A | A | A | A    | A | A | A | A | A | A | A | A | A | A | A | 0 / 0 | 0 – 0 |  |  |  |  |  |  |  |  |  |  |
| French Open     | A | A | A | A    | A | A | A | A | A | A | A | A | A | A | A | 0 / 0 | 0 – 0 |  |  |  |  |  |  |  |  |  |  |
| Wimbledon       | A | A | A | 1RMF | A | A | A | A | A | A | A | A | A | A | A | 0 / 1 | 0 – 1 |  |  |  |  |  |  |  |  |  |  |
| US Open         | A | A | A | QFMF | A | A | A | A | A | A | A | A | A | A | A | 0 / 1 | 2 – 1 |  |  |  |  |  |  |  |  |  |  |
|                 |   |   |   |      |   |   |   |   |   |   |   |   |   |   |   |       |       |  |  |  |  |  |  |  |  |  |  |
|                 |   |   |   |      |   |   |   |   |   |   |   |   |   |   |   | 0 / 2 | 2 – 2 |  |  |  |  |  |  |  |  |  |  |

Partner (liczba wspólnych turniejów)
| MF | Mariusz Fyrstenberg (2) |

### Występy w grze podwójnej w turniejach legend
| Turniej         | 2022 | 2023 | Tytuły |
| --------------- | ---- | ---- | ------ |
| Australian Open | A    | W    | 1 / 1  |
| French Open     | A    |      | 0 / 0  |
| Wimbledon       | RR   |      | 0 / 1  |
| US Open         | NH   |      | 0 / 0  |

## Finały turniejów WTA
| Legenda                     | Legenda |
| --------------------------- | ------- |
| Wielki Szlem                |         |
| Igrzyska olimpijskie        |         |
| WTA Tour Championships      |         |
| 1988 – 2008                 |         |
| Kategoria I                 |         |
| Kategoria II                |         |
| Kategoria III               |         |
| Kategoria IV                |         |
| Kategoria V                 |         |
| 2009 – 2020                 |         |
| WTA Premier Mandatory       |         |
| WTA Premier 5               |         |
| WTA Premier                 |         |
| WTA International Series    |         |
| WTA 125K series (2012–2020) |         |

### Gra pojedyncza 28 (20–8)
| Końcowy wynik | Nr  | Data                 | Turniej      | Nawierzchnia  | Przeciwniczka            | Wynik finału      |
| ------------- | --- | -------------------- | ------------ | ------------- | ------------------------ | ----------------- |
| Zwyciężczyni  | 1.  | 5 sierpnia 2007      | Sztokholm    | Twarda        | Wiera Duszewina          | 6:1, 6:1          |
| Zwyciężczyni  | 2.  | 4 lutego 2008        | Pattaya      | Twarda        | Jill Craybas             | 6:2, 1:6, 7:6(4)  |
| Zwyciężczyni  | 3.  | 24 maja 2008         | Stambuł      | Ceglana       | Jelena Diemientjewa      | 6:3, 6:2          |
| Zwyciężczyni  | 4.  | 21 czerwca 2008      | Eastbourne   | Trawiasta     | Nadieżda Pietrowa        | 6:4, 6:7(11), 6:4 |
| Finalistka    | 1.  | 11 października 2009 | Pekin        | Twarda        | Swietłana Kuzniecowa     | 2:6, 4:6          |
| Finalistka    | 2.  | 8 sierpnia 2010      | San Diego    | Twarda        | Swietłana Kuzniecowa     | 4:6, 7:6(7), 3:6  |
| Zwyciężczyni  | 5.  | 7 sierpnia 2011      | San Diego    | Twarda        | Wiera Zwonariowa         | 6:3, 6:4          |
| Zwyciężczyni  | 6.  | 1 października 2011  | Tokio        | Twarda        | Wiera Zwonariowa         | 6:3, 6:2          |
| Zwyciężczyni  | 7.  | 9 października 2011  | Pekin        | Twarda        | Andrea Petković          | 7:5, 0:6, 6:4     |
| Zwyciężczyni  | 8.  | 25 lutego 2012       | Dubaj        | Twarda        | Julia Görges             | 7:5, 6:4          |
| Zwyciężczyni  | 9.  | 31 marca 2012        | Miami        | Twarda        | Marija Szarapowa         | 7:5, 6:4          |
| Zwyciężczyni  | 10. | 26 maja 2012         | Bruksela     | Ceglana       | Simona Halep             | 7:5, 6:0          |
| Finalistka    | 3.  | 7 lipca 2012         | Wimbledon    | Trawiasta     | Serena Williams          | 1:6, 7:5, 2:6     |
| Finalistka    | 4.  | 29 września 2012     | Tokio        | Twarda        | Nadieżda Pietrowa        | 0:6, 6:1, 3:6     |
| Zwyciężczyni  | 11. | 5 stycznia 2013      | Auckland     | Twarda        | Yanina Wickmayer         | 6:4, 6:4          |
| Zwyciężczyni  | 12. | 11 stycznia 2013     | Sydney       | Twarda        | Dominika Cibulková       | 6:0, 6:0          |
| Finalistka    | 5.  | 28 lipca 2013        | Stanford     | Twarda        | Dominika Cibulková       | 6:3, 4:6, 4:6     |
| Zwyciężczyni  | 13. | 22 września 2013     | Seul         | Twarda        | Anastasija Pawluczenkowa | 6:7(6), 6:3, 6:4  |
| Finalistka    | 6.  | 16 marca 2014        | Indian Wells | Twarda        | Flavia Pennetta          | 2:6, 1:6          |
| Zwyciężczyni  | 14. | 10 sierpnia 2014     | Montreal     | Twarda        | Venus Williams           | 6:4, 6:2          |
| Finalistka    | 7.  | 27 czerwca 2015      | Eastbourne   | Trawiasta     | Belinda Bencic           | 4:6, 6:4, 0:6     |
| Zwyciężczyni  | 15. | 27 września 2015     | Tokio        | Twarda        | Belinda Bencic           | 6:2, 6:2          |
| Zwyciężczyni  | 16. | 18 października 2015 | Tiencin      | Twarda        | Danka Kovinić            | 6:1, 6:2          |
| Zwyciężczyni  | 17. | 1 listopada 2015     | Singapur     | Twarda (hala) | Petra Kvitová            | 6:2, 4:6, 6:3     |
| Zwyciężczyni  | 18. | 9 stycznia 2016      | Shenzhen     | Twarda        | Alison Riske             | 6:3, 6:2          |
| Zwyciężczyni  | 19. | 27 sierpnia 2016     | New Haven    | Twarda        | Elina Switolina          | 6:1, 7:6(3)       |
| Zwyciężczyni  | 20. | 9 października 2016  | Pekin        | Twarda        | Johanna Konta            | 6:4, 6:2          |
| Finalistka    | 8.  | 13 stycznia 2017     | Sydney       | Twarda        | Johanna Konta            | 4:6, 2:6          |

### Gra podwójna 4 (2–2)
| Końcowy wynik | Nr | Data            | Turniej     | Nawierzchnia | Partnerka          | Przeciwniczki                  | Wynik finału      |
| ------------- | -- | --------------- | ----------- | ------------ | ------------------ | ------------------------------ | ----------------- |
| Zwyciężczyni  | 1. | 21 maja 2007    | Stambuł     | Ceglana      | Urszula Radwańska  | Chan Yung-jan Sania Mirza      | 6:1, 6:3          |
| Finalistka    | 1. | 21 lutego 2009  | Dubaj       | Twarda       | Marija Kirilenko   | Cara Black Liezel Huber        | 3:6, 3:6          |
| Finalistka    | 2. | 9 sierpnia 2009 | Los Angeles | Twarda       | Marija Kirilenko   | Chuang Chia-jung Yan Zi        | 0:6, 6:4, 7–10    |
| Zwyciężczyni  | 2. | 3 kwietnia 2011 | Miami       | Twarda       | Daniela Hantuchová | Nadieżda Pietrowa Liezel Huber | 7:6(5), 2:6, 10–8 |

## Nagrody i wyróżnienia
2006

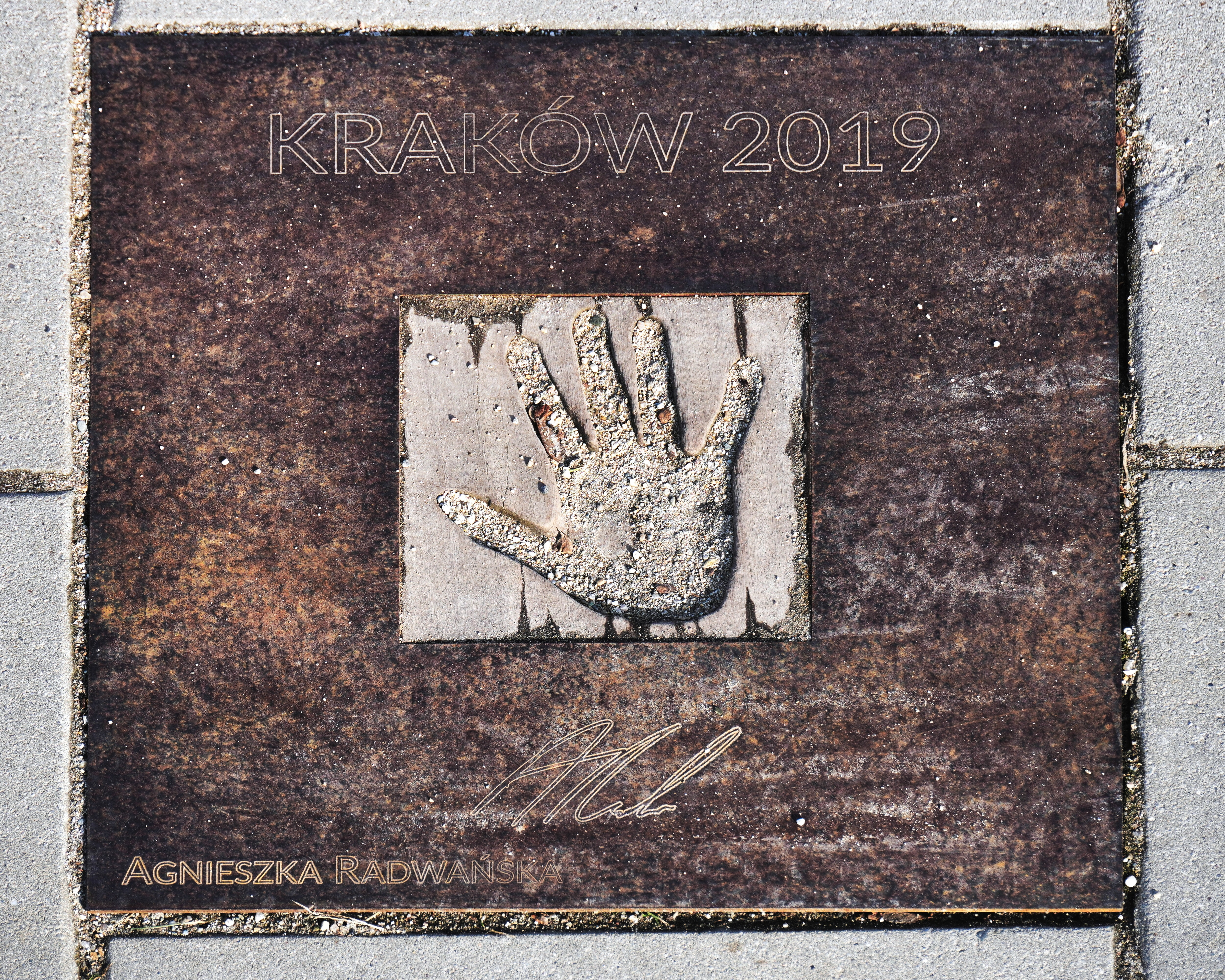
Odcisk dłoni Agnieszki Radwańskiej na Alei Gwiazd Tenisa w Krakowie

- Nagroda WTA Tour w kategorii Newcomer of the Year

2008
- 9. miejsce w Plebiscycie na 10 Najlepszych Sportowców Polski 2008 roku
- laureatka Fenomenu „Przekroju”[172]

2011
- Nagroda WTA Tour w kategorii Fan Favorite Singles Player of the Year
- 4. miejsce w Plebiscycie na 10 Najlepszych Sportowców Polski 2011 roku
- Baseline Awards 2011 – kategorie: Most Improved Player of the Year, Fan Favorite of the Year, Best Non-Grand Slam Final of 2011 (za finał China Open przeciwko Petković)[173]
- 4. miejsce w plebiscycie Sportowiec Roku 2011 organizowanym przez Onet.pl[174]

2012
- Najcenniejsza gwiazda polskiego show-biznesu według magazynu Forbes[175]
- Nagroda WTA Tour w kategorii Fan Favorite Singles Player of the Year[176]
- Nagroda WTA Tour w kategorii Fan Favorite Facebook[176]
- Nagroda WTA Tour w kategorii Fan Favorite Video[176]
- 5. miejsce w Plebiscycie na 10 Najlepszych Sportowców Polski 2012 roku[177]
- Baseline Awards 2012 w kategorii Fan Favorite[178]

2013
- Fed Cup Heart Award 2013 (w Strefie Europa/Afryka grupa I)[179]
- Nagroda WTA Tour w kategorii Fan Favorite Singles Player of the Year[180]
- Nagroda WTA Tour w kategorii Fan Favorite Shot of the Year[181]
- 4. miejsce w Plebiscycie na 10 Najlepszych Sportowców Polski 2013 roku[182]

2014
- Fed Cup Heart Award 2014 (w Grupie Światowej I oraz Grupie Światowej II)[183]
- Nagroda WTA Tour w kategorii Fan Favorite Singles Player of the Year[184]
- Nagroda WTA Tour w kategorii Fan Favorite Shot of the Year[185]
- Najlepsza zawodniczka Fed Cup 2014[186]
- Medal Świętego Brata Alberta za wspieranie osób niepełnosprawnych[187]

2015
- Nagroda WTA Tour w kategorii Fan Favorite Singles Player of the Year
- Nagroda WTA Tour w kategorii Fan Favorite Match of the Year
- Nagroda WTA Tour w kategorii Fan Favorite Shot of the Year
- 3. miejsce w Plebiscycie na 10 Najlepszych Sportowców Polski 2015 roku

2016
- Nagroda WTA Tour w kategorii Fan Favorite Singles Player of the Year
- Nagroda WTA Tour w kategorii Fan Favorite Shot of the Year

2017
- Nagroda WTA Tour w kategorii Fan Favorite Shot of the Year

2018
- Nagrody Sportowe Polskiego Radia imienia Bohdana Tomaszewskiego: Nagroda za całokształt osiągnięć sportowych[188]

## Odznaczenia
- Krzyż Komandorski Orderu Odrodzenia Polski – nadanie 2018[189], dekoracja 2019[190]
- Złoty Krzyż Zasługi – 2013[191][192]
- Odznaka Honorowa „Bene Merito” – 2013[193]
- Odznaka Honorowa za Zasługi dla Ochrony Praw Dziecka – 2019[194]
- Złoty medal „Za Zasługi dla Polskiego Ruchu Olimpijskiego” – 2021[195]